# Nendingen
Nendingen ist ein ländlich geprägtes Dorf an der jungen Donau zwischen der Kreisstadt Tuttlingen, dessen Ortsteil es seit 1973 ist, und Mühlheim an der Donau. Es hat rund 3000 Einwohner und geht auf eine alemannische Siedlung zurück. Regionale Bekanntheit hat es durch seine katholische Pfarrkirche St. Petrus und Jakobus maior, seine Flussauen im Naturpark Obere Donau und als Ringerhochburg (ASV Nendingen).

## Geographie

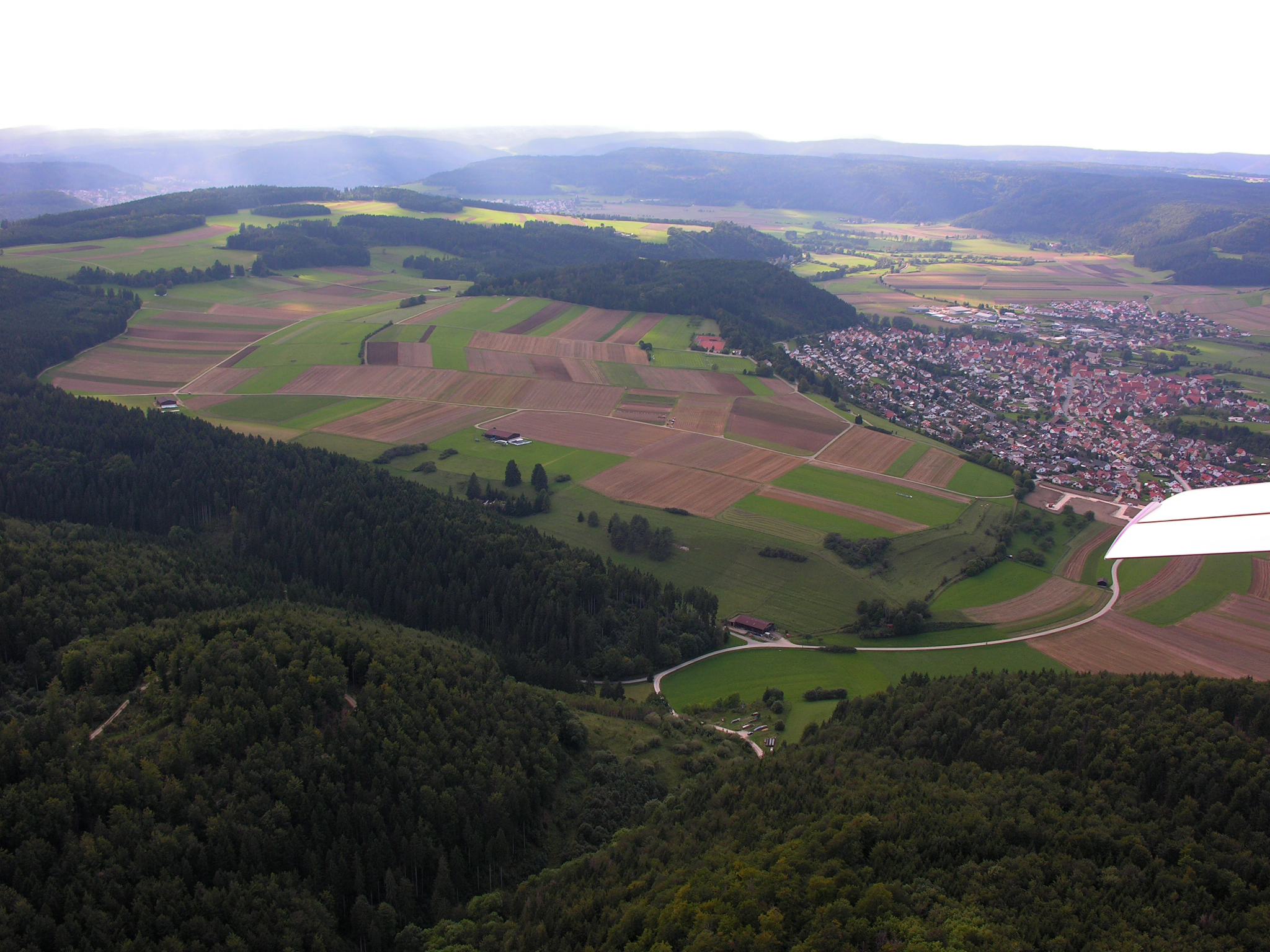
Luftbild von Süden: Zentral das Häldele, rechts Nendingen und vorne Beginn des Rottweiler Tals

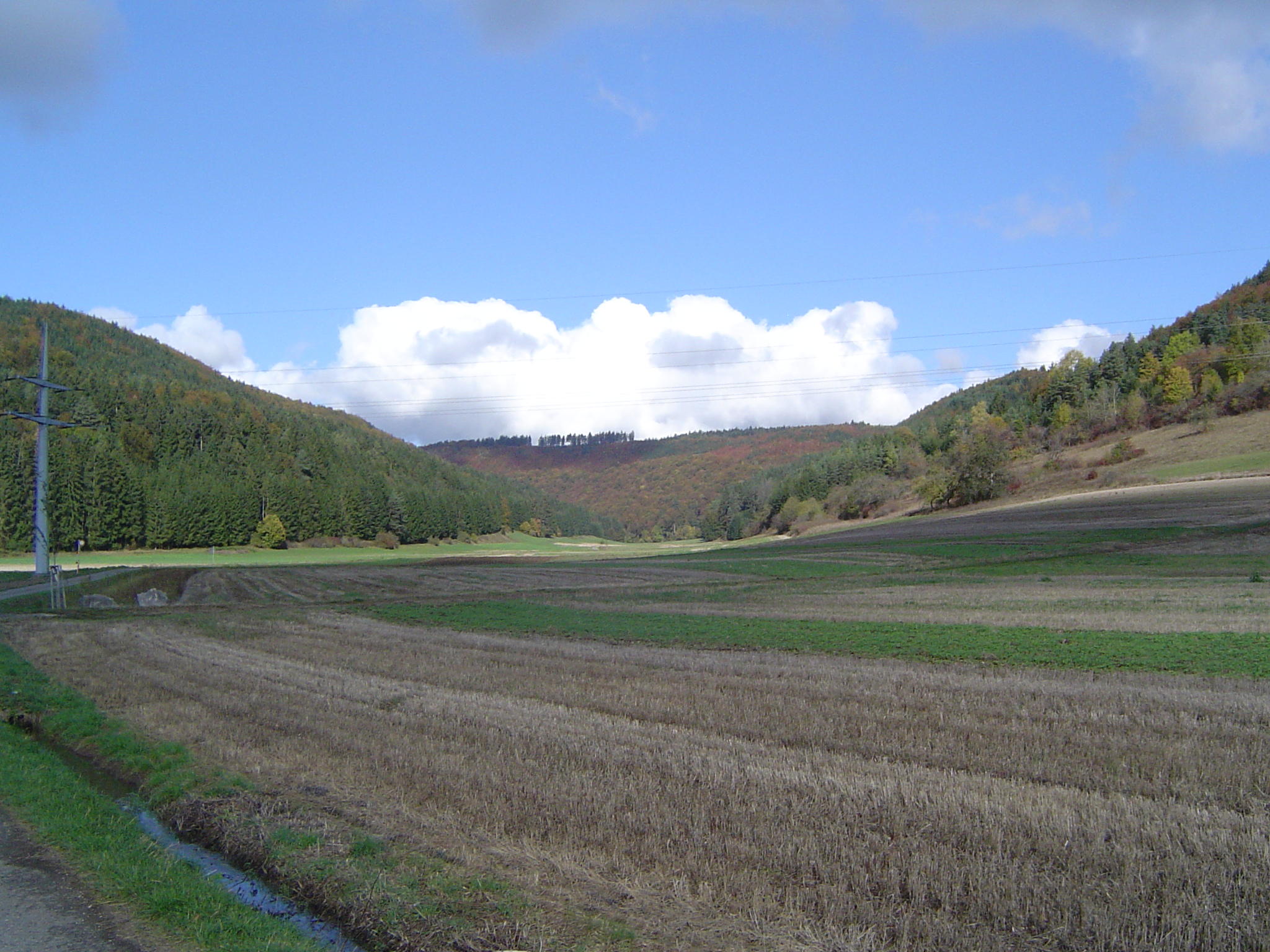
Blick ins Ursental, rechts der Bräunisberg

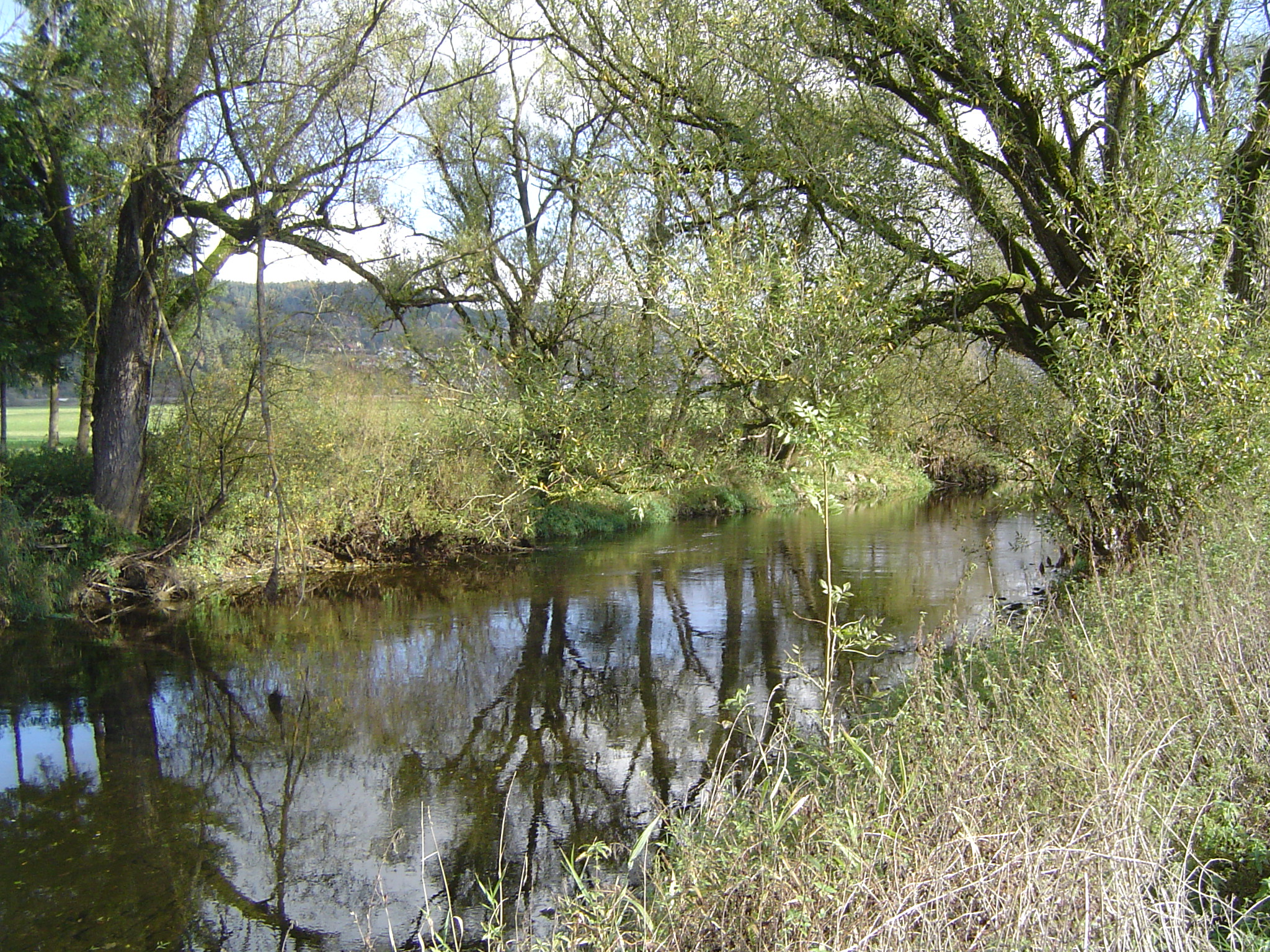
Die Donau bei Nendingen

### Geographische Lage

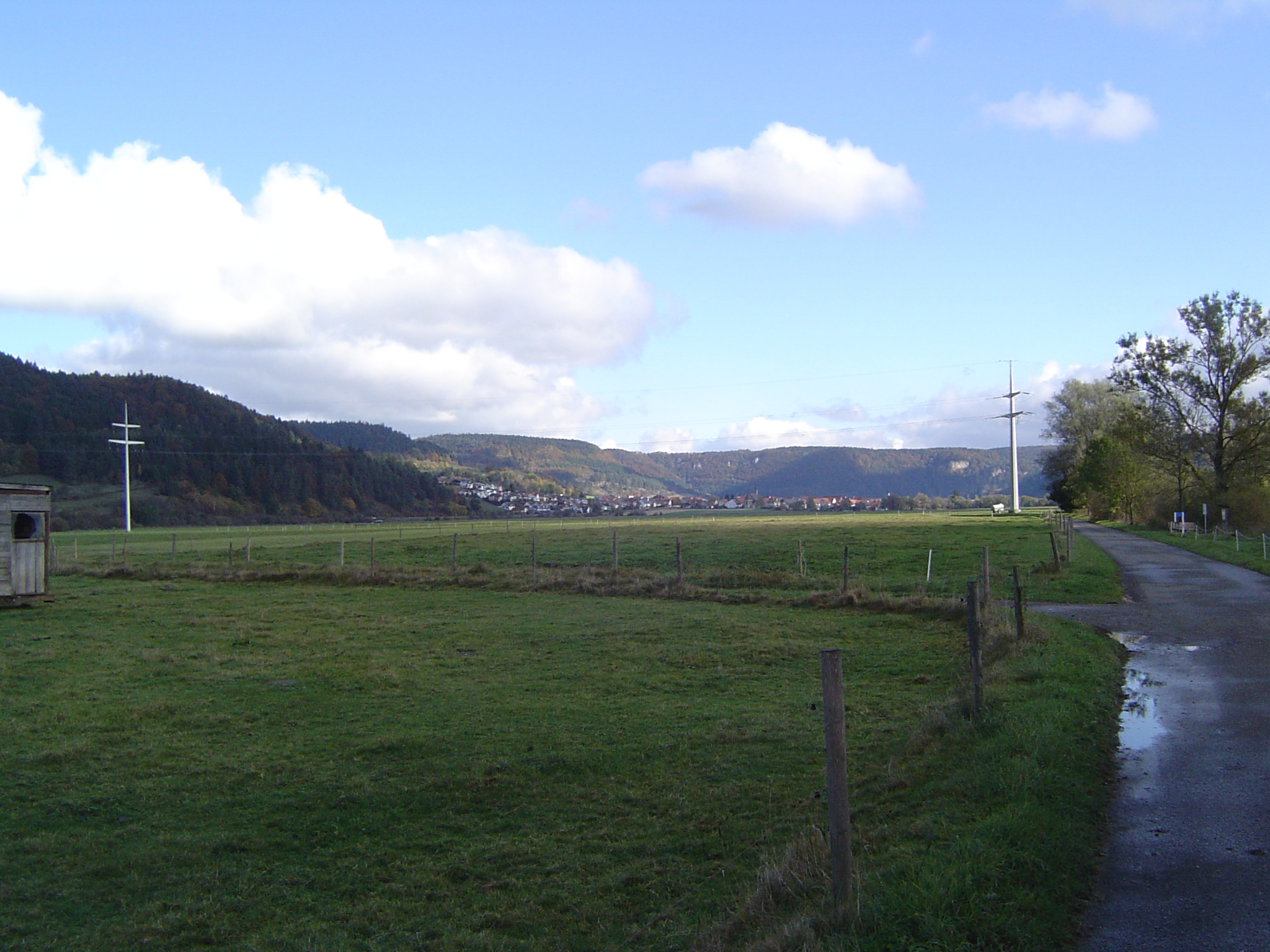
Blick über die Breitwiesen ins Donautal nach Stetten und Mühlheim, im Hintergrund Kalksteinfelsen

Nendingen liegt im südlichen Scherragau im Naturpark Obere Donau im in die Hochebenen der Schwäbischen Alb eingeschnittenen Tal der Donau. Der 48. Breitengrad geht zentral durch die Nendinger Gemarkung. Die Donau teilt die Berge des großen Heubergs im Norden des Nendinger Siedlungsgebiets von den Bergen der Hegaualb. Der Ortskern von Nendingen liegt auf 637 m ü. NHN. Die niedrigste Stelle mit 633,7 m befindet sich auf den Breitwiesen (genauer Kreuzwiesen), einem sehr breiten und flachen Wiesengebiet Richtung Stetten, welches aus Hochwasserschutz nicht bebaut werden darf. Das Nendinger Donautal gehört ist Teil des Naturraums Oberen Donautal. Nendingen liegt am Donau-Kilometer 2736.
In das Hochplateau des Großen Heubergs zieht sich nördlich von Nendingen das Ursental mit einem Rast-, Sport- und Spielplatz an der Quelle des Ursentaler Baches als Teil des Landschaftsschutzgebiets Ursental mit unterem Bräunisberg. Östlich grenzt das Gebiet Sommerschafweide auf dem Bäunisberg und Kraftstein direkt an. Im Ursental befindet sich außerdem ein besonderer Grenzstein, weil im Mittelalter viele Gemeinden von der Quelle profitieren wollten. Dies sind im Uhrzeigersinn Nendingen, Wurmlingen, Rietheim, Dürbheim und Mühlheim. Der nördliche Teil des Ursentals gehört zum Vogelschutzgebiet Südwestalb und Oberes Donautal. Die höchste Stelle der Nendinger Gemarkung ist am Bräunisberg mit 892 m, wobei sich die höchste Stelle des Berges auf Mühlheimer Gebiet befindet. Von den Höhen von Nendingen ist ein Blick auf die Alpen sowie das Schloss Bronnen und die Burg Wildenstein, jedoch nicht auf den Bodensee möglich. Eine noch erhaltene Ruine zeugt von der ehemaligen Bräunisburg, die dem Bräunisberg seinen Namen gegeben hat. Die Berge der nördlichen Gemarkung sind Teil des Naturraums Hohe Schwabenalb (093.20 Westlicher Heuberg) und der Tourismusregion Donaubergland.
Der höchste „Gipfel“ auf Nendinger Gebiet ist Brennten mit 828 m im Süden der Gemarkung. Das zweite Landschaftsschutzgebiet Altental-Rottweiler Tal ist auf dem südlichen Teil der Gemarkung und verbindet den Weiler Altental mit dem Dorf Nendingen. Die südlichen Berge Nendingens gehören zur westlichen Flächenalb mit der Hattingen-Kreenheinstettener Hochfläche, welche sich durch die naturnahen Bergwiesen auszeichnen (beispielsweise Bergwiesengewand Haldenlang).

#### Wasserwirtschaft
Das Donautal bei Nendingen ist verglichen mit dem Donaudurchbruch östlich von Mühlheim verhältnismäßig breit und wird insbesondere Richtung Tuttlingen durch die Altarme der mäandernden Donau dominiert (Altwasser bei der Bleiche). Obwohl die Donau hier noch sehr jung ist, ist die Wasserqualität durch viele Wehre, die den geringen Wasserstand durch die Donauversinkung ausgleichen sollen, sehr schlecht. Besonders das Wehr an der „Groß Bruck“ in Tuttlingen sorgt seit Jahren für Diskussionen bezüglich der Sicherung einer Wasserqualität nach Vorgaben der EU. Um die Wasserqualität zu verbessern und somit eine aktive Nutzung des Wassers zu erlauben, sollte in Nendingen ein Lamellenabscheider installiert werden. Bisher bleibt die Nutzung der Donau auf das vierjährlich stattfindende Wasserfest und vereinzelte Angler beschränkt, was dem fischökologisch bedeutsamen Gewässer nicht Rechnung trägt. Jedoch schränken gefährliche Strudel und Sogströmungen ab 200 Meter westlich der Donaubrücke das Schwimmen ein, wovor Kindern mit dem Hakenmännle gewarnt werden. Ein Abbau des Wehres von Nendingen wird derzeit (2010) von der Stadt Tuttlingen aufgrund von möglichem Verlust der Trinkwassersicherung ausgeschlossen.

#### Umgebung
Der Stadtrand der Kreisstadt Tuttlingen ist am Ludwigstal rund zwei Kilometer von Nendingen entfernt. Zum Oberzentrum der Region Schwarzwald-Baar-Heuberg Villingen-Schwenningen sind es etwa 30 Kilometer. Nächstgelegene Großstädte sind Winterthur (57 km) und Reutlingen (60 km). Die Landeshauptstadt Stuttgart (89 km) ist über die Autobahn 81 sowie die Gäubahn, die Bezirkshauptstadt Freiburg (76 km) über die Bundesstraße 31 sowie die Höllentalbahn zu erreichen.

### Flächennutzung
Nendingen verfügt über reichlich agrar- und forstwirtschaftlich nutzbare Flächen. So sind 55,44 % der Gemarkung Wald und 36,36 % landwirtschaftlich (680 ha) genutzte Fläche. Etwa 5 % der Gemarkung sind bebaut.
Da in Nendingen die Teilung der Erbflächen vor allem durch Realteilung und nur selten durch das Anerbenrecht vollzogen wurde, gibt es in Nendingen wesentlich kleinere Höfe als beispielsweise in Oberschwaben oder dem Allgäu. Dies führte dazu, dass es vor allem bis zur baden-württembergischen Flurbereinigung 1979, aber auch noch heute, viele sehr kleine oder „unförmige“ Felder gab, auch durch die vergleichsweise hohe Anzahl an landwirtschaftlichen Familienbetrieben und damit Besitzern.
Der Großteil der 1036 ha Waldflächen, mehrheitlich Buchenwälder, liegt südlich des Ortes Richtung der angrenzenden Gemeinden Mühlheim, Fridingen und Neuhausen. Teile dieser Waldflächen (160 ha) gehören auch heute noch der Familie Enzberg.
| Besitzer                                         | Waldfläche in ha |
| ------------------------------------------------ | ---------------- |
| Stadt Tuttlingen (früher Gemeindewald Nendingen) | 700              |
| von Enzberg                                      | 160              |
| Land Baden-Württemberg                           | 22               |
| Katholische Kirchengemeinde Nendingen            | 8                |
| Diözese Rottenburg-Stuttgart                     | 1                |
| Flugplatz Neuhausen                              | 12               |
| Tauschwald mit Stetten                           | 3                |
| privat                                           | 139              |

Am südlichen Rand liegen 26 Hektar des Neuhauser Flugplatzes auf Nendinger Gemarkung.

### Geologie

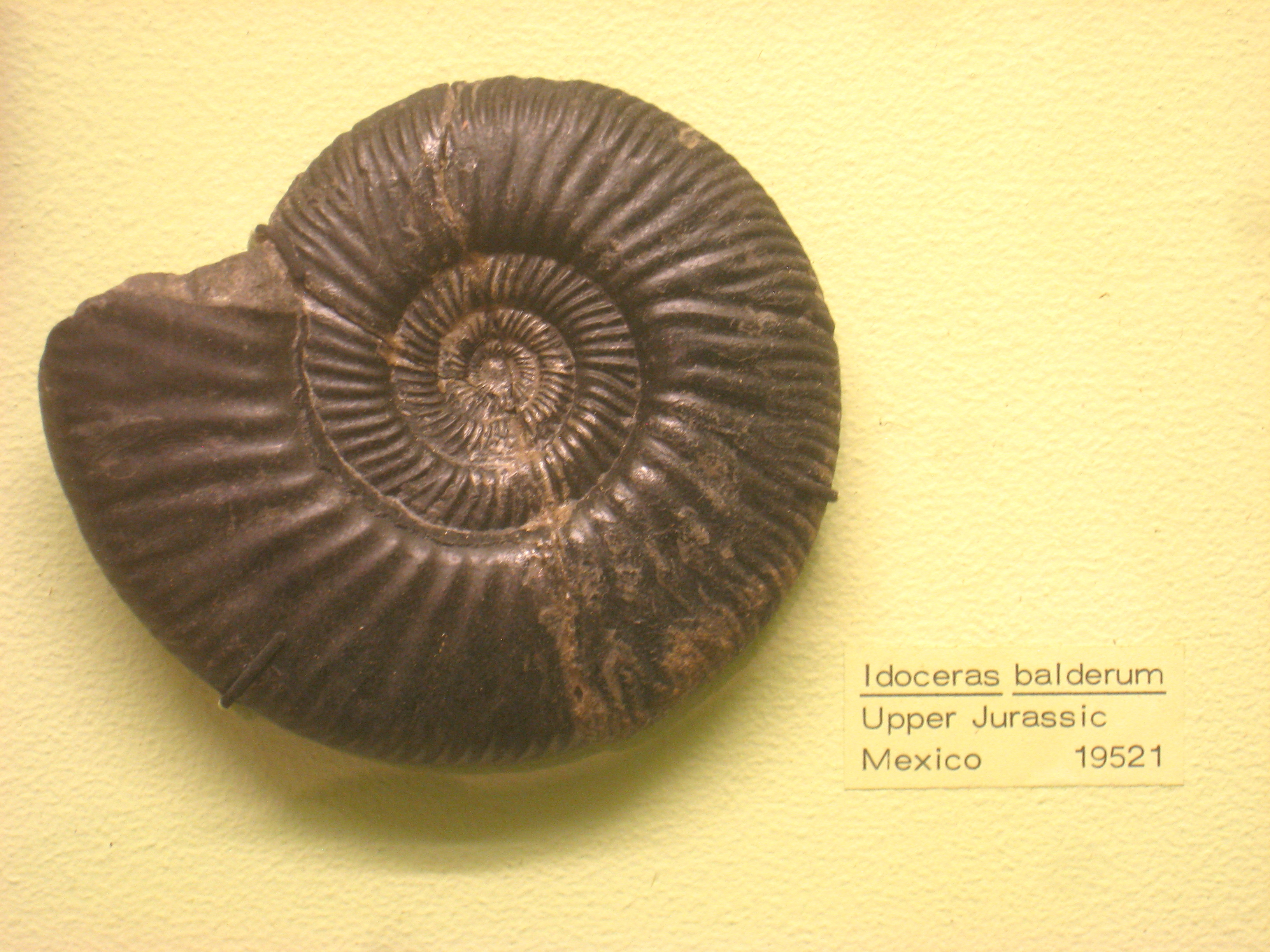
Der häufig in Nendingen zu findende idoceras balderum im naturhistorischen Museum der Universität Michigan

Nendingen liegt im Geopark Schwäbische Alb. Der Boden in Nendingen gilt als mittelfruchtbar, der besonders auf der Hochebene von Gesteinstrümmern erfüllt ist. In der Donautalebene haben sich für den Wiesenbau fruchtbare Alluvionen abgelagert. Beim Gestein Nendingens handelt es sich wie im gesamten Heuberg-Bereich um Weißen Jura, das Mergel mit Mergelkalkbänken und Kalkbänken umfasst. Dieser wurde früher in Steinbrüchen zur Gewinnung von Baumaterial abgebaut. Ebenso gab es eine Lehmgrube und eine Töpfertongrube. Ammoniten, vor allem der Idoceras Balderum, sind reichlich vorhanden. Eine Besonderheit ist das starke Auftreten von Bohnerzen, welches die Nendinger Bauern früher zum Nebenerwerb gesammelt und an die Schwäbische Hüttenwerke im Ludwigstal weitergegeben haben.

### Morphologie und Tektonik
Die durch Transgression eines Burdigalmeeres entstandene Albhochfläche wurde ab dem untersten Pliozän von der Aare-Donau mäandert. Anhebungen im Pliozän führten zu jungpliozänen Laufverlegungen, beispielsweise einer großen Donauschlinge bei Berchenreute durch das Hummerstal und das Rottweiler Tal, mit Prallhang entlang des Hebsacks und Gleithang entlang des Dietweges. Im Gegensatz zu den direkten Erdbebengebieten gibt es auf Nendinger Gemarkung nur geringe Verwerfungen und Störungen mit Sprunghöhen bis drei Metern.

### Klima
Nendingen besitzt ein Seeklima, Cfb nach der Klimaklassifikation nach Köppen und Geiger. Es gibt das ganze Jahr regelmäßigen, deutlichen Niederschlag. In den niederschlagschwachen Monaten Januar, Februar, März und Oktober zwischen 63 mm und 65 mm, im niederschlagreichen Juni durchschnittlich 109 mm. Der Jahresniederschlag beträgt damit 973 mm, die Jahresdurchschnittstemperatur 8,3 °C. Die klimatischen Verhältnisse gehören aufgrund der Tallage zu den milderen des Landkreises. Der Januar ist der einzige Monat, der mit −0,3 °C eine negative Durchschnittstemperatur aufweist. Im Juli hat es durchschnittlich 17,2 °C. Frühlingsfröste und kalte Nebel kommen zuweilen vor. Die Auen und Altarme der Donau begünstigen diese häufigen, typischen Nebel.
Traditionell wurde daher als Getreide vor allem Dinkel und Gerste, ferner viel Kartoffeln, Futterkräuter (dreiblätterigen Klee, Luzerne, Esparsette) und Hanf angebaut. Bestimmend für die landwirtschaftlichen Flächen sind jedoch seit jeher Wiesen. Obstwirtschaft ist nicht möglich.
Naturkatastrophen sind in Nendingen selten und überwiegend durch Hochwasser verursacht. Bei einem hundertjährigen Donau-Hochwasser stehen flussnahe Teile des Dorfes voraussichtlich unter Wasser, weshalb zusätzlich zum ständigen Damm auf der Donau-Südseite Häuser mit objektbezogenem Hochwasserschutz ausgestattet sind. Die Vergangenheit hat gezeigt, dass ein Starkregenereignis im Ursental oder im Rottweiler Tal / Altental plötzlich auch die Wohnbebauung in diesen Tälern fluten kann, sodass im Rottweiler Tal ein Hochwasserrückhaltebecken gebaut wurde. Nendingen liegt in der Erdbeben-Zone 2 und damit außerhalb der besonders gefährdeten Gebiete der Schwäbischen Alb bei Albstadt. Hagelschlag gehört zu den Seltenheiten. Durch die Tallage betreffen Stürme vor allem die unbebauten Hochflächen der Gemarkung auf dem Bräunisberg, dem Leutenberg und beim Flugplatz Neuhausen.

### Nachbarortschaften
Die umliegenden Gemeinden und Ortsteile sind im Uhrzeigersinn von Westen Tuttlingen, Wurmlingen, Rietheim, Dürbheim, Mühlheim, Stetten, Fridingen, Neuhausen und Liptingen.

### Ortsgliederung

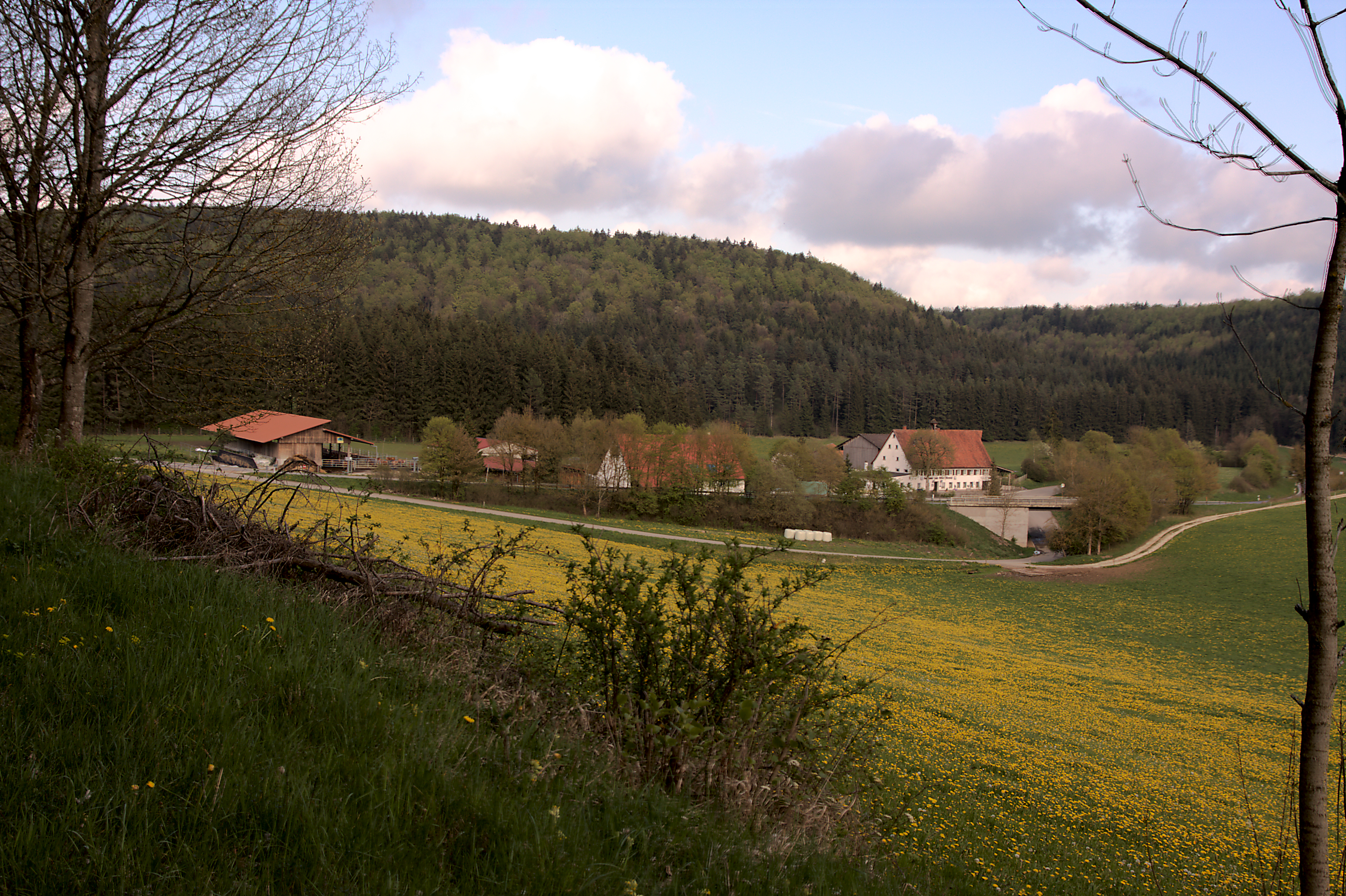
Der Weiler Altental südlich des Dorfes

Siedlungen außerhalb des Dorfgebietes sind:
- Ziegelhütte mit Ottilienkapelle (im Südwesten), errichtet um 1560
- Schinderhütte (im Süden)
- Altental (im Süden)
- Neumühle (im Osten), erbaut 1834 vom Müller Xaver Schellinger
- Aussiedlerhof mit Wasserreservoir (im Norden)

### Ortsentwicklung
Nendingen wurde auf der rechten Seite der jungen Donau, wo das Rottweiler Tal in das hier breite Donautal von Süden her einzieht, auf einem flachen Terrainausläufer des Hebsacks gegründet. Durch die Prallhänge östlich und westlich des Dorfes war eine einfachere Sicherung der frühen Siedlung möglich; gleichzeitig war die Siedlung auf der leichten Anhöhe von den regelmäßigen Hochwässern geschützt. Die an dieser Stelle flache Donau ermöglichte die Errichtung einer Furt auf dem Weg an der Donau entlang. Die Besiedlung war im Mittelalter im heutigen Dorfkern (Thürn/Rußberg) sowie beim Fronhof mit der romanischen Kirche aus dem 12. Jahrhundert (Blasiuskapelle). In der Mitte des 18. Jahrhunderts wurde die neue Kirche mit Friedhof und Pfarrhaus am Dorfrand an der Donau errichtet. Bis ins 19. Jahrhundert waren die Gebäude größtentheils aus Holz, mit steinernem Unterstock erbaut und mit Ziegelplatten gedeckt. Die Trinkwasserversorgung wurde durch dutzende Pumpbrunnen sichergestellt, welche durch das von der Donau herrührende Grundwasser gespeist wurden. Mit dem Bau der Eisenbahn 1890 entstand im Norden die neue Siedlung auf der Donaunordseite um das Bahnhofsgelände. Es gab zusätzlich zur Poststraße von Tuttlingen nach Mühlheim ein Fuhrweg nach Mahlstetten. Durch die Begradigung der Donau wurden auf dem trocken gelegten Gebiet neue Häuser im Bereich der Kirchstraße und Am Damm gebaut. Ab den 1930er Jahren begann die Besiedlung des Rottweiler Tals und nach dem Zweiten Weltkrieg Hinter den Häusern unterhalb des Hornsteins. Während Unter Hoch eine weitere Besiedlung durch den Hochwasser-Damm begrenzt wurde, gibt es weitere Siedlungsmöglichkeiten in den höheren Lagen Im Tal sowie auf der südlich angrenzenden Hochfläche Häldele. Weitere Erweiterungsflächen um Nendingen sind im Nordosten Auf Galgen und Richtung Mühlheim sowie im Nordwesten bis zum Wasserschutzgebiet auf Gries und an den Hängen des Bräunisbergs. Eine Besiedlung der Bräunisberghochfläche wird aktuell nicht diskutiert und würde erst bei mehr als 6.000 Einwohnern relevant. Das Industriegebiet Brenner kann Richtung Westen zwischen Eisenbahn und Donau erweitert werden.

## Geschichte

### Steinzeit bis Antike
Die ersten Niederlassungen auf der heutigen Nendinger Gemarkung sind rund 6000 Jahre alt. Davon zeugt unter anderem ein Breitmeißel aus der Jungsteinzeit, der im Ursental gefunden wurde. Auch Funde aus der Spätbronze- (Gefäßscherben) und der Hallstattzeit (Hügelgräber) zeugen von einer frühen und durchgehenden Existenz von Siedlungen auf der Nendinger Gemarkung. In der späten La-Tène-Zeit belegen keltische Münzen aus Bronze am alten Weg zum Bräunisberg die Bevölkerung.
Der Ort Nendingen ist die Gründung eines Sippenoberhauptes oder Grundherrn namens Nando, der sich hier mit Familie und dienstbaren Leuten während der Vertreibung der Römer durch den germanischen Volksstamm der Alemannen zwischen 260 und 300 nach Christus niederließ und der der Siedlung den Namen gab. Davon zeugen noch heute alemannische Reihengräber Auf Galgen.

### Mittelalter

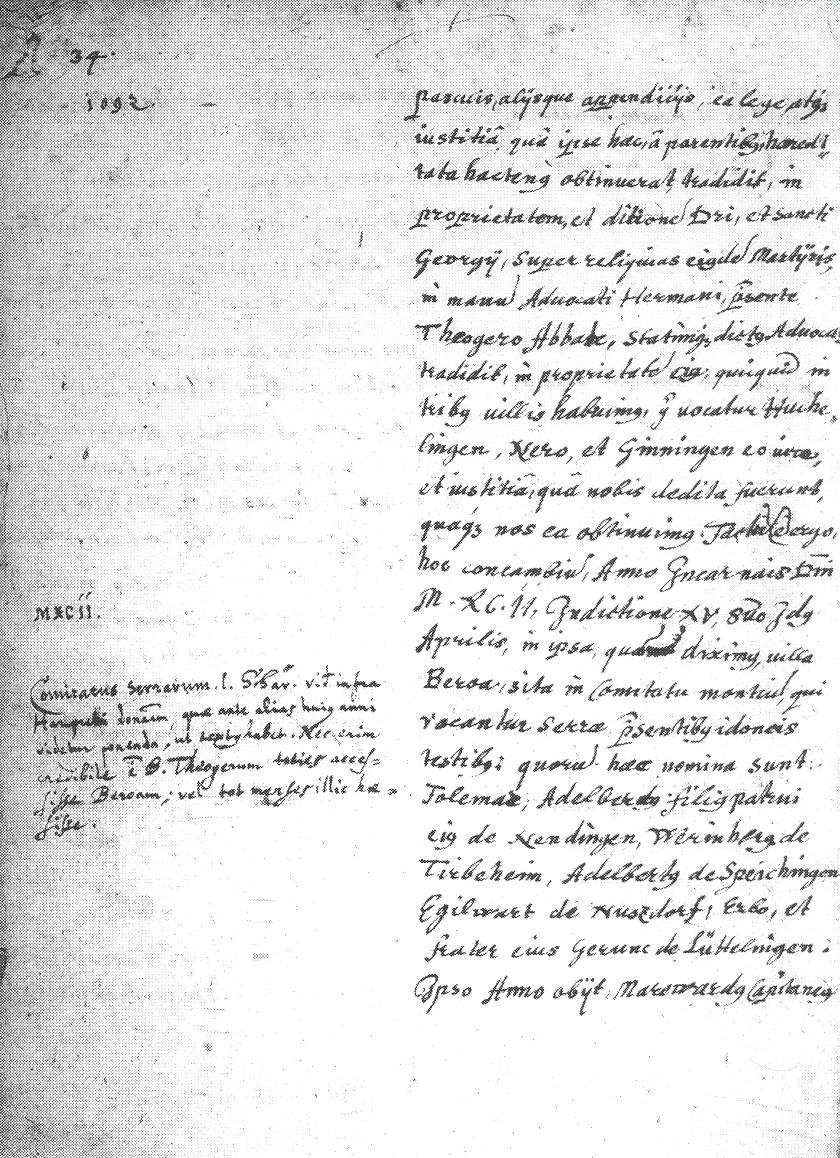
Erste urkundliche Erwähnung von Nendingen

792 verschenkte Graf Gerold, ein Schwager Karls des Großen, das Dorf an das Kloster Reichenau, das die weltliche Verwaltung in die Hände der von Äbten bestellten Amtsleute (Vögte) legte. Als Vögte der Abtei waren die Grafen von Nellenburg eingesetzt. Als Teil der Scherragrafschaft gehörte es zum Herzogtum Schwaben innerhalb des Ostfrankenreiches. Später kam Nendingen an das Geschlecht der Hirscheck zu Konzenberg, danach an Friedrich von Wartenberg und Heinrich von Diessenhofen. Danach wurde Nendingen an Albrecht von Steusslingen und dessen Söhne Konrad und Heinrich weitergegeben.
Im Hochmittelalter ist der Ortsadel „von Nendingen“ belegt.
- 1092: Adalbert, Eberhard und Folkmar von Nendingen in einer Urkunde des Klosters St. Georgen

Im Jahr 1092 wird Nendingen erstmals urkundlich erwähnt. Im Jahre 1094 findet sich die Aufzeichnung zur Gründungsgeschichte des Klosters St. Georgen, dass die Freien A(da)lbert und Eberhard von Nendingen ihren Besitz in Othelineswilare (Ettisweiler) dem Heiligen Georg übergaben.
- 1138: Folkmar von Nendingen

Die Blasius-Kapelle im Fronhof wird im Jahr 1160 erwähnt, ebenso, dass der Herzog von Spoleto dem Kloster St. Blasien Eigenleute zu Nendingen übergibt. Um 1200 hielt das Kloster Salem als Salzmonopolist auf Halldorf zwei Höfe als Lagerplätze. Der erste Pfarrer von Nendingen wird mit Luitfried Plebanus 1239 erwähnt.
- 1270: Diethelm und Konrad von Nendingen
- 1359: Konrad von Nendingen, gesessen zu Hausen an der Aitrach

Friedrich von Wartenberg verkauft an Freiherr von Zollern sein Gut in Nendingen mit dem Zehnten und dem Kirchensatz.
- 1372: Beita von Nendingen, Gemahlin des Ritters von Ow

Am 21. Februar 1392 verkauft Graf Friedrich von Zollern Nendingen um 700 Pfund Schilling an Konrad von Weitingen
- 1394 Anna von Nendingen, unvermählt: Sie vermachte ihren gesamten Besitz an Graf Heinrich zu Fürstenberg

Am 21. September 1409 wurde Nendingen für 8500 fl von Konrad und Volz von Weitingen an ihre Vettern Friedrich und Engelhardt von Enzberg verkauft. Trotz des kleinen Gebietes konnten die Reichsritter von Enzberg ihre Machtansprüche über die Herrschaft Mühlheim als Teil der Hegauischen Ritterschaft bis ins 19. Jahrhundert wahren. Als Mitglied des Schwäbischen Ritterkreises war das Gebiet nicht im Schwäbischen Reichskreis beziehungsweise in der Reichsstandschaft, sodass keine direkten Kampfhandlungen des Schwäbischen Bunds während des Deutschen Bauernkriegs im Ort stattfanden.

### Neuzeit

Nendingen im Jahre 1863

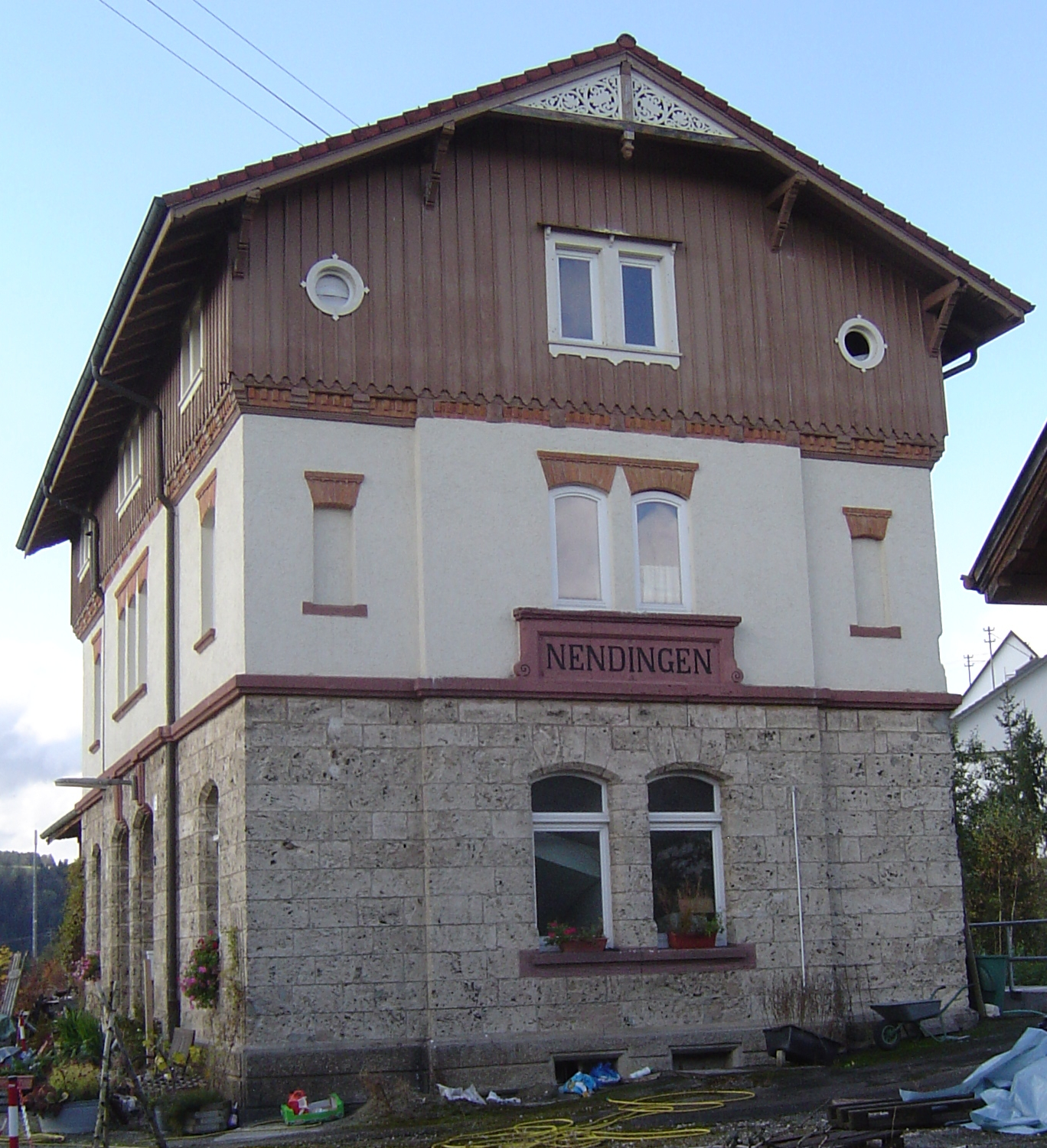
Das ehemalige Bahnhofsgebäude 2009

Während des Dreißigjährigen Krieges kam es am 21. Februar 1633 es zu einer großen Schlacht zwischen schwedischen und österreichischen-kaiserlichen Truppen mit einer vernichtenden Niederlage der schwedischen Truppen unter General Rosa, bei der 200 Mann am Ortseingang von Nendingen umgebracht wurden. An diese Schlacht erinnert heute noch das Schwedengrab in Mühlheim. 1635 starb ein Drittel der Einwohner durch die Pest. 1643 fand die Schlacht bei Tuttlingen auch auf den Breitwiesen statt. Da der Baron von Enzberg immer die Nähe zu den Habsburgern suchte, um seine Macht in der vorderösterreichisch dominierten Region zu festigen, wurde die Reformation in Nendingen herrschaftlich verhindert, was später durch den Augsburger Religionsfrieden legitimiert wurde. Johann Baptist Schwarz war 1782 Vogt in Nendingen. Für die Bewirtschaftung der großen Enzberg'schen Waldflächen waren bis ins 19. Jahrhundert Nendinger Leibeigene, vor allem Tagelöhner und Bauern, verantwortlich. Durch die vom Baron von Enzberg verlangten hohen Abgaben und den harten Arbeitsbedingungen kam es 1786 zu Aufständen die der Lokaladel nur durch die Zuhilfenahme von Truppen des österreichischen Kaisers Joseph II. niederschlagen konnte.
Bei der Schlacht bei Liptingen (Zweiter Koalitionskrieg) gab es Gefechte auf Nendinger Gemarkung. In diesem Zuge wurde im Jahre 1802 in Nendingen die erste Holzbrücke über die Donau errichtet. Als Ergebnis der Koalitionskriege mit dem Reichsdeputationshauptschluss von 1803, der folgenden Mediatisierung und dem Vertrag von Brünn vom 12. Dezember 1805 fiel Nendingen an das Kurfürstentum Württemberg. Am 18. Dezember 1805 besetzten badische Truppen Mühlheim, denn das Kurfürstentum Baden beanspruchte die Lehenshoheit über die gesamte ehemalige Herrschaft Mühlheim. Mit dem Tausch- und Epurationsvertrag vom 17. Oktober 1806 kehrte Nendingen wie alle Mühlheimer Orte außer Buchheim wieder vom badischen Einflussbereich in das am 1. Januar 1806 gegründete Königreich Württemberg zurück. Nendingen wurde 1808 dem neu gegründeten Oberamt Tuttlingen unterstellt und besaß im Süden eine Landesgrenze zum Großherzogtum Baden mit Liptingen. Alle drei Nendinger fielen bei Napoleons Russlandfeldzug im Dienste Württembergs. 1835 verlor Nendingen seine Grenze zu Mahlstetten (Oberamt Spaichingen), da Kraftstein Mühlheim (Oberamt Tuttlingen) zugeordnet wurde. Im folgenden Jahre wurden die Fronen abgelöst.
1859 machte German Wolf das erste Foto von Nendingen. Im Jahr darauf wurde die neue Straße südlich der Donau über das Ludwigstal nach Tuttlingen gebaut. Im Deutschen Krieg 1866 fielen 20 Bürgersöhne bei der Schlacht von Königgrätz. Im Deutsch-Französischen Krieg starben 19 Nendinger. 1878 wurde die Postagentur in Nendingen eingerichtet. 1890 brachte der Bahnhof an der neuen Bahnstrecke Tuttlingen–Inzigkofen einen großen Aufschwung für das Dorf. 1902 wurde die Donau verlegt und eine neue Brücke gebaut. Im Ersten Weltkrieg fielen 64 und drei Nendinger blieben vermisst. 239 von insgesamt 1220 Einwohnern waren ausgerückt. 1915 erhielt das Rathaus das erste Telefon. Mit der Abdankung des Königs Wilhelm II. wurde Nendingen Teil des Volksstaats Württemberg. 1920 kehrte der letzte Nendinger aus sowjetischer Kriegsgefangenschaft heim.
Das erste Auto Nendingens kaufte sich 1921 Leopold Betzler, dessen Schokoladenfabrik 1937 abbrannte. Das erste Neubaugebiet Nendingens entstand 1937 während der Zeit des Nationalsozialismus mit zwölf identischen Siedlungshäusern. In diesem Jahr wurde auch die Nachtwächterstelle aufgegeben. Durch Umordnung des Deutschen Reichs kam Nendingen vom Oberamt Tuttlingen 1938 zum entstandenen Landkreis Tuttlingen. Als erste Gemeinde Württembergs erhielt Nendingen 1939 eine Ortslautsprecheranlage. Während des Zweiten Weltkriegs fielen 93 Nendinger Soldaten, 34 blieben vermisst. Durch Luftangriffe am 23. Februar 1945 starben weitere vier Nendinger Bürger. Am 21. April 1945 befreiten Truppen der Ersten französischen Armee Nendingen, vom Heuberg über Mühlheim kommend. Während der Französischen Besatzungszeit wurden vier Nendinger durch Übergriffe der fremden Soldaten ermordet. Ab 1947 war Nendingen Teil des Lands Württemberg-Hohenzollern. 1952 ist Württemberg-Hohenzollern im Land Baden-Württemberg der 1949 gegründeten Bundesrepublik Deutschland aufgegangen, welchem Nendingen seit dem angehört.
Im Dezember 1954 wurde die Festhalle eingeweiht, 1955 überschwemmte der Talbach den gesamten Ortskern. Zu dieser Zeit war Nendingen die Gemeinde mit dem größten Pferdebestand im Landkreis Tuttlingen.

#### Zeit ab 1970

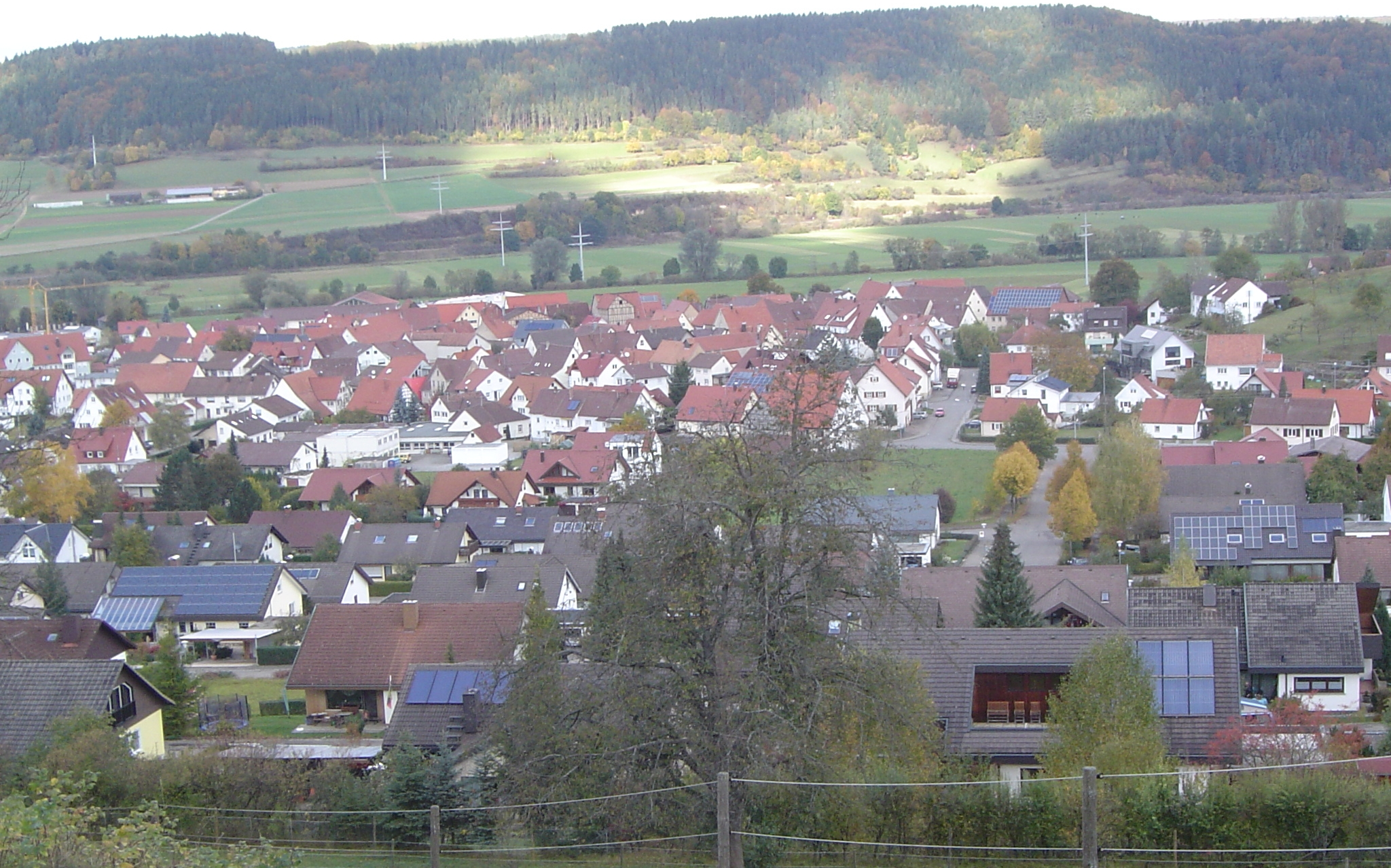
Nendingen vom Häldele aus gesehen: Hinten die Hochspannungsleitung, die das Donautal kreuzt; vorne Privathaushalte mit Photovoltaikanlagen

Am 1. Januar 1973 verlor Nendingen bei der Gemeindereform seine Eigenständigkeit, als es mit der Stadt Möhringen nach Tuttlingen eingemeindet wurde. Dabei gab es innerhalb der Gemeinde teilweise starken Unmut über den Verlust der Eigenständigkeit. So wurde unter anderem eine Eigenständigkeit aus geschichtlichen Gründen im Gemeindeverwaltungsverband Donau-Heuberg oder auch im Verwaltungsraum Tuttlingen angestrebt, wie sie in Wurmlingen geschah. Schließlich stimmte der Gemeinderat Nendingens vor allem aus finanziellen Gründen der Eingemeindung in die Stadt Tuttlingen zu. Damit mussten auch viele Nendinger Straßen, die es schon in Tuttlingen gab, einen neuen Namen finden, z. B. wurde die Schillerstraße zur Ottilienstraße oder die Bahnhofstraße zur Bräunisbergstraße, weshalb diese auch am Bahnhof und nicht erst am Bräunisberg endet. Ein Unikat stellt die Kirchstraße dar, deren Bürger mit Leserbriefen und Petitionen eine Umbenennung verhindert haben, sodass sie in Tuttlingen in Stadtkirchstraße umbenannt wurde. Bis zur Eingemeindung lautete die Postleitzahl Nendingens 7201, danach 72(00) Tuttlingen (16). Am 1. Juli 1993 wurde sie mit der deutschlandweiten Umstellung auf 78532 Tuttlingen umgeändert.
Das Jahrhunderthochwasser mit dem Höchststand am 16. Februar 1990 war das größte Hochwasser seit dem Beginn der Aufzeichnungen. Nur durch den nach dem Hochwasser 1981 erhöhten Damm blieb der Ortskern trocken, jedoch war die Verbindungsstraße nach Tuttlingen tagelang gesperrt.
Im Jahre 1992 hat Nendingen das 900-jährige Bestehen mit einer großen Parade gefeiert. Dabei wurde auch das Nendinger Heimatbuch herausgebracht.
1998 wurde eine 110-kV-Stromleitung über die Gemarkung von Tuttlingen nach Fridingen fertiggestellt, weswegen es große Proteste innerhalb des Orts gab mit Klagen bis vor das Bundesverwaltungsgericht und Reportagen im Südwest-Fernsehen. 2011 wurde die neue Multifunktionshalle fertig gestellt. 2023 gab es eine Petition zu einer Ortsumfahrung mit mehr als 1768 Unterstützenden.

### Einwohnerentwicklung
| Jahr           | Einwohner |
| -------------- | --------- |
| 1826           | 945       |
| 1. Januar 1834 | 955       |
| 1848           | 1118      |
| 1853           | 1039      |
| 1855           | 966       |
| 1875           | 946       |
| 1. Januar 1880 | 991       |
| 1885           | 1000      |
| 1. Januar 1910 | 1200      |
| 1933           | 1385      |

| Jahr           | Einwohner |
| -------------- | --------- |
| 1939           | 1478      |
| 1950           | 1583      |
| 6. Juni 1961   | 1863      |
| 1964           | 2000      |
| 1. Januar 1970 | 2146      |
| 1. Januar 1987 | 2454      |
| 1. Januar 1992 | 2612      |
| 1. Januar 2000 | 2740      |
| 1. Januar 2002 | 2803      |
| 1. Januar 2006 | 2863      |

| Jahr            | Einwohner |
| --------------- | --------- |
| 20. Januar 2007 | 2850      |
| 1. Januar 2012  | 2793      |
| 1. Januar 2017  | 2839      |

Die Bevölkerungsdichte beträgt damit 153 Einwohner je km² im Jahr 2008.

Sieben Nendinger Auswanderer treffen sich 1920 in Rio de Janeiro

Durch die strengen politischen und den schlechten wirtschaftlichen Bedingungen unter der Enzberg’schen Herrschaft haben viele Nendinger versucht sich durch Freikauf und Auswanderung ein besseres Leben zu ermöglichen. So sind zwischen 1740 und 1880 ungefähr 50 Personen ins von Habsburg von den Türken zurückeroberte Gebiet ausgewandert (Donauschwaben). Auch später unter der württembergischen Königsherrschaft und nach dem Scheitern der Revolution von 1848 wanderten in nur zwei Jahren (1854/55) über 70 Personen in die USA aus. Zwischen 1800 und 1900 waren es über 200 Personen, die in die Vereinigten Staaten und nach Südamerika auswanderten, sodass die Bevölkerung durch das Auswanderungssaldo insgesamt stagnierte, obwohl die natürlich Bevölkerungszahl stark zunehmend war. Nach der miserablen Wirtschaftslage mit der Inflation 1923 wanderten weitere 22 Personen, vor allem nach Brasilien und Argentinien aus.
Obschon Nendingen im Gegensatz seiner Nachbargemeinden Fridingen und Mühlheim nie Stadtrecht zugesprochen bekam, hatte es bis weit ins letzte Jahrhundert mehr Bewohner als Fridingen, mehr als Mühlheim noch heute. Im 19. Jahrhundert war es noch die siebtgrößte Gemeinde des Oberamts Tuttlingen.
Eine Besonderheit Nendingens ist, dass die Einwohner Nendingens lange Zeit „unter sich“ geblieben sind, was sich nicht nur in alten Dokumenten mit typischen Namen, sondern auch noch heute zeigt durch besonders starke Häufungen der Namen Schwarz (220 Personen), Huber (170), Schilling (140), Mattes (110), Betzler oder Berchtold. Zur Unterscheidung hat deshalb ein Großteil der Bewohner bis heute einen Übernamen.

### Mundart
In Nendingen wird von der einheimischen Bevölkerung schwäbisch gesprochen. Einzigartig am Schwäbischen, wie es in Nendingen und nur wenigen umliegenden Gemeinden gesprochen wird, ist die partiell ausgebliebene Diphthongierung des Neuhochdeutschen mit der Nähe zum Niederalemannischen und die Entwicklung von „oa“ aus dem mittelhochdeutschen „ei“ [ɛi]. Eine Besonderheit (Schibboleth) stellt das Wort unser/unsere dar, was nur in Nendingen als aiser/aisre ausgesprochen, im Umland eeser/eesre oder iiser/iisre.
Die lokale Gliederung der Dialektegrenze zum Niederalemannischen zeigt das Partizip Perfekt Passiv von sein, zu welchem in Tuttlingen „gsi“ gesagt wird, während es in Nendingen „gsai“ heißt. In den südwestlichen Teilen des Landkreises Tuttlingen ab Möhringen haben sich die Monophthonge des Mittelhochdeutschen gehalten. Das frikative „ch“ ist ab Immendingen geläufig (Bodenseealemannisch). Im Unterschied zu den echt alemannischen Gegenden, z. B. des Heubergs, bleibt der Vokal a vor ss, z und ch kurz, wie zum Beispiel bei Acht, voll oder Fass. Hingegen stimmt die lokale Aussprache beim Ausfall eines ch nach langem Vokal (Nɑːt <Nacht>, Rɛːt <Recht>, Lɪːt <Licht>, Hoːzig <Hochzeit>, Deːdr <Tochter>, Fruət <Frucht>, Kille [Kilch]) mit dem Nieder- und Hochalemannischen überein. Lange Vokale mit dem abschließenden Morphem „-er“ haben ebenfalls Monophthonge behalten, wo das Neuhochdeutsche Diphthonge gebildet hat (Fɪːr <Feuer>, Stɪːr <Steuer>, Buːr <Bauer>). Ein au in einsilbigen Wortbestandteilen ist ein kurzes u (Schumm <Schaum>, uffrummə <aufräumen>), kurzes offenes o (Bomm <Baum>; Bɛmm <Bäume>) und selten auch als langes offenes o (I hau troomt <Ich habe geträumt>). Die Lautverschiebung mitgemacht hat der lokale Dialekt mit der Diphthongisierung betonter Vokale bei grauß <groß>, Schdrau (Stroh) oder dɛif <tief>. Das mittelhochdeutsche uo hat nur in wenigen Fällen im raschen Vokal den Diphthong wahren können (Muodr <Mutter>), oft jedoch zu einem u verkürzt (Brunnə <Brunnen>), während in niederschwäbischen Gegenden die Verkürzung zu einem o stattfand (Bronna). Im gedehnten Vokal wurde das uo zu einem offenen o (Blóam <Blume>; Blɛamle <Blümelein>) oder hielt sich sogar als Diphthong (Briədr <Bruder>, wiədig <wütend>).
Nendinger Sprachelemente, welche als charakteristisch für das schwäbische gelten, ist das „n“ am Wortende, welches den voranstehenden Vokal dehnt, aber als Laut entfällt (Maː <Mann>, Zɛː <Zähne>, Kɪː <Kinn>) oder wird nach „o“ oft nasaliert (Tɔ̃ <Ton>, Miljɔ̃ <Million>), zu einem kurzen offenen o verkürzt (schɔ <schon>) oder zu au (Frauhof <Frohnhof>, Lau <Lohn>). Ein nachfolgendes „n“ diphthongisiert das „i“ (I bai <Ich bin>, Wɛiter <Winter>). Nendingen gehört zu jenem schwäbischen Gebiete, wo bei den altkemptischen Verben der Auslaut im Infinitiv entfällt (hau <haben>, gau <gehen>, lau <lassen>, stau <stehen>). Die Abgrenzung zum Niederschwäbischen ermöglicht das mittelhochdeutsche „ei“ [ɛi] (neuhochdeutsch [ai]), welches zu oa nasaliert wird (ɛlɔ̃anig <alleine>, Gmɔ̃ad <Gemeinde>, Stɔ̃anr <Steine>, Schibɔ̃a [Schienbein]) im Gegensatz zum niederschwäbischen oi. Vor l, m und r konserviert sich das reine „e“ in kurzer Qualität (schellə <schälen>, aber schɛllə <schellen/läuten>). Das „g“ hingegen verstummte teilweise, wie bei I wett me naalegge. (Ich wollte/möchte mich hinlegen.) zu I hau me naagle-it. (Ich habe mich hingelegt). Ein neuhochdeutsches ü wird oft durch i (schiirə <schüren>, Kiə <Kühe>) ausgedrückt, in kurzen Vokalen (vor „ck“) durch u (Kruckə <Krücken>) oder andere Laute (grɛa <grün>). Ein neuhochdeutsches ö wird meist e ausgesprochen (Rerle <Röhrlein/Trinkhalm>, Kepf <Köpfe>).
Als identitätsstiftendes Merkmal besitzt der lokale Dialekt eine starke Verbreitung. Verstärkte Binnenmigration lassen die sprachlichen Eigenarten verblassen.

### Mineralbad
Nendingen verfügte einst über ein eigenes Mineralbad am Kesselbach.
Das Bad wurde an einen Bader verpachtet.

### Nendinger Heimatlied
Zum 200. Jubiläum der Nendinger Kirche wurde 1955 vom Pfarrer Franz Deißler das Nendinger Heimatlied getextet, welches von Anton Freitag vertont wurde. Später wurde es vom Gemeinderat offiziell anerkannt und wurde daher früher zu bedeutenden Anlässen gespielt.
Wo Donauwellen fließen,

da liegt die Heimat mein.

Vom Berg die Felsen grüßen

im hellen Sonnenschein;

vom Bräunisberg und Hebsack schau’n

tiefdunkle Wälder in die Au’n:

Mein Nendingen im Donautal,

dich grüß’ ich tausendmal!

Du bist von Gott gegeben,

du schöne Heimat mein.

In dir nur kann ich leben,

kann hier nur glücklich sein.

Mein Herz, das singt, die Kehle klingt

und von der Lippe froh sich schwingt:

Mein Nendingen im Donautal,

Dich grüß ich tausendmal!

Mag rau die Sprache klingen,

ich bleib dir ewig treu!

Im Grunde ist’s ein Singen,

für uns ist’s immer neu!

Ob herb der Mensch euch auch erscheint,

froh lacht er, doch im Leid er weint.

Mein Nendingen im Donautal,

Dich grüß ich tausendmal!

Muss ich den Tod erleiden

und nach des Lebens Freud’

von Nendingen muss scheiden,

schenk Gott mir Seligkeit.

Wenn ich dann endlich Ruhe find’

dort bei der alten Friedhofslind’.

Mein Nendingen im Donautal,

Grüß ich zum letzten Mal!

## Religion
2019 waren noch über 60 % der Nendinger Bevölkerung Katholiken. Bis 1945 lag die Quote noch bei 100 %, da der Katholizismus in Nendingen eine lange Geschichte hat.

### Katholische Kirche

Die Kirche von Nendingen im Jahre 1861

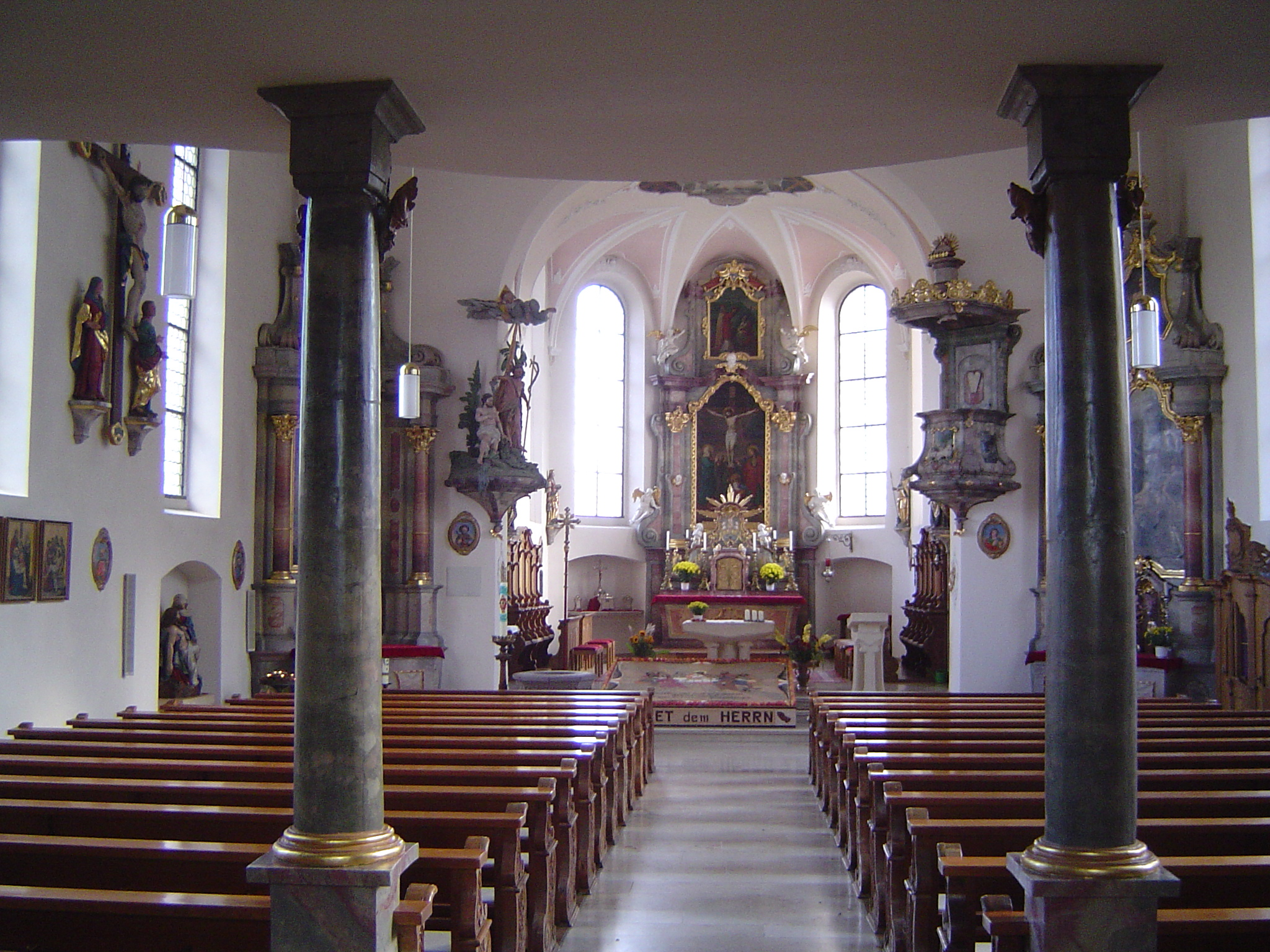
Innenansicht der Kirche 2009 mit Erntedankteppich im Altarraum

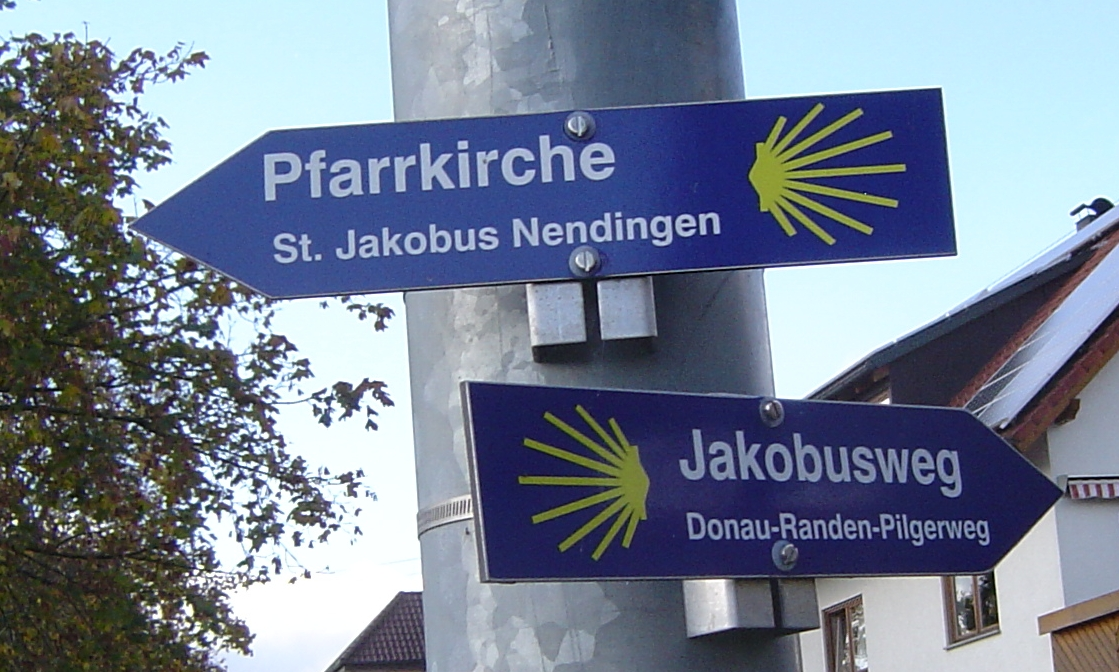
Hinweisschild des Donau-Randen-Pilgerweges

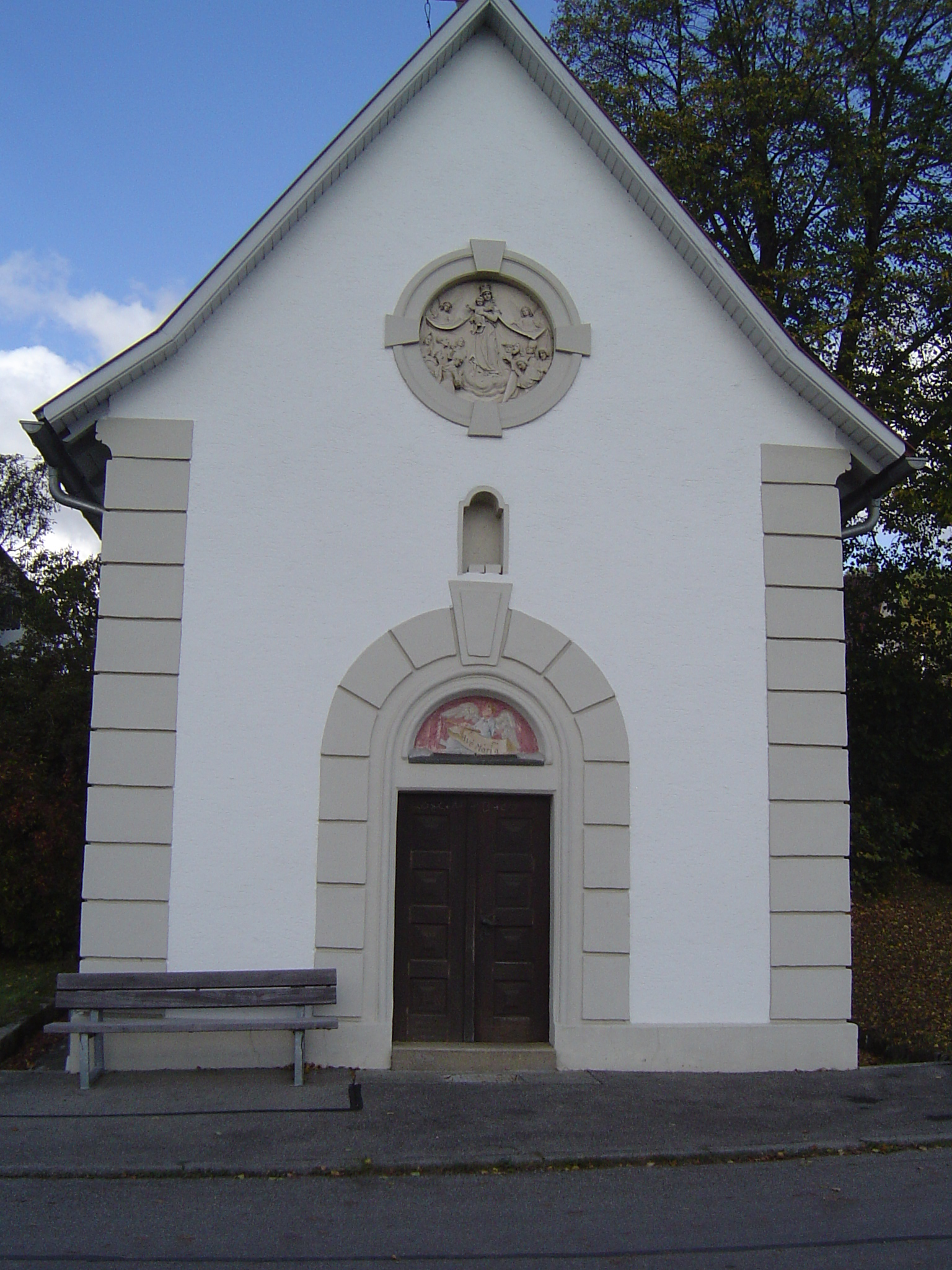
Die Marienkapelle nahe dem Bahnübergange

Die Einweihung der Schwesternstation 1903

Nendingen gehört seit 1817 bzw. 1828 zur württembergischen Diözese Rottenburg (heute: Diözese Rottenburg-Stuttgart) und seit dessen Gründung 2006 zum untergeordneten Dekanat Tuttlingen-Spaichingen.

#### Entwicklung
Der liber decimationis erwähnt den ersten Pfarrer Nendingens 1239. Weitere Daten weisen darauf hin, dass in Nendingen schon früh eine Kirche stand: 1479 wird ein ewiger Jahrtag gestiftet, 1534 erwirbt man in Talheim den Hochaltar für die Nendinger Kirche, 1682 wird beim Bau des Kirchturms der untere Teil belassen. Aus diesem Jahr stammt auch das im Jahr 2001 restaurierte Turmkreuz, wie eine in der Turmkugel aufgefundene Urkunde belegt. Die Tauf-, Ehe- und Totenbücher bestehen seit 1654. Bis zu dessen Auslösung 1821 war die Gemeinde Teil des Bistums Konstanz. Dabei war sie Teil des Archidiakonates Rauhe Alb und des Dekanats Wurmlingen.
Die heutige Kirche St. Petrus und Jakobus maior wurde 1754/55 erbaut und zeigt barocken Baustil mit Anklängen an das Rokoko. Das Glockenhaus und der Turmaufsatz ist der Gotik und der Romanik zuzuordnen.
Außerhalb der Kirche, an der Südwestecke, schuf Professor Weiß aus Nürnberg im Jahre 1886 einen Ölberg mit lebensgroßen Figuren. Das Werk geht auf eine Stiftung zurück. Rechts vom Kirchenportal steht eine Statue des hl. Nepomuk, die daran erinnert, dass hier einmal eine Donaubrücke über den Fluss führte. Das stattliche Pfarrhaus ist ein Bau aus dem Jahre 1760. Baumeister war Gregorius Flaig aus Villingen. Zuletzt wurde es im Jahre 1979 restauriert und erhielt im Jahr 2001 einen neuen Fassadenanstrich.
Der Friedhof Nendingens ist 78 Hektar groß und für Gläubige aller Religionen als Bestattungsstätte frei. 1920 hat er Kriegsgefallenen-Denkmal erhalten. 2006 wurde er durch eine Urnenwand erweitert.
Im Jahre 1988 wurde das katholische Gemeindehaus „Bischof-Moser-Haus“ eröffnet.
Seit 2001 bildet die Nendinger Gemeinde „St. Petrus und Jakobus maior“ zusammen mit den Tuttlinger Gemeinden „St. Gallus“ und „Maria Königin“ die „Seelsorgeeinheit Tuttlingen-Nendingen“.
Nendingen liegt am Donau-Randen-Pilgerweg von Beuron über den Randen und Schaffhausen nach Einsiedeln.

#### Bruderschaft vom allerheiligsten Altarsakrament
Eine Besonderheit Nendingens stellt die Bruderschaft vom allerheiligsten Altarsakrament dar. Errichtet wurde sie von Papst Klemens XII. am 23. August 1736 zur besonderen Verehrung, Anbetung und des Wissens um das Altarsakrament, unter dem Pfarrer Benedikt Schuh. Außerdem sollte Ersatz für Beleidigungen und Irrglauben geleistet werden um die göttliche Gnade für eine glückselige Sterbestunde zu erhalten. Die Bruderschaft wurden noch einmal durch Johann Franz, damaliger Bischof von Konstanz am 30. August 1737 bestätigt. Durch den Eifer des folgenden Pfarrers Joseph Anton Mayers aus Rottweil wurde durch Papst Benedikt XIV. der vollkommene Ablass für das Titularfest bewilligt.

### Stetten
Der Pfarrer von Nendingen war laut der ältesten amtlichen Statistik, dem „liber decimationis“ von 1275, außerdem der Seelsorger von Stetten. Darin eingeschlossen war die Beisetzung der Stettener Bürger in Nendingen. Dies änderte sich auch nicht 1492 als Stetten die St. Nikolaus-Kapelle von Friedrich von Ensberg gestiftet bekamen. Mit einem Vertrage von 1781 wurde die Zugehörigkeit Stettens auf Nendingen und Mühlheim verteilt. Diese Teilung endete erst 1812, als Stetten in die Stadtpfarrei Mühlheim eingepfarrt wurde und ab 1815 die Zehnten und die Geldzinse an Mühlheim gingen.

### Ludwigstal
Nach der Reformation gab es in der Stadt Tuttlingen lange Zeit keine katholische Kirche, sodass im Jahre 1698 der Württembergische Herzog Eberhard Ludwig den im Ludwigstal wohnenden Arbeitern die Erlaubnis gab, ihre Kinder im nahen Nendingen zu taufen und ihre Toten dort zu begraben.
Im Jahre 1873 erfolgte schließlich die Umpfarrung in die neu errichtete Stadtpfarrei Tuttlingen.

### Kapellen
- Blasiuskapelle, deren erste Erwähnung aus dem Jahre 1160 stammt
- Ottilienkapelle, erbaut 1743
- Marienkapelle, erstmalige Erwähnung 1815
- Annakapelle, erstmalige Erwähnung 1583
- Hubertuskapelle, erbaut 2004

### Schwesternstation
Nendingen besitzt eine Schwesternstation, die 1902 zur Krankenpflege und zur Kinderschule durch zwei Vinzentiner-Schwestern des Klosters Untermarchtal gegründet wurde. Der katholische Kindergarten „St. Vinzenzius“ existiert heute noch mit ungefähr 50 Kindern neben dem städtischen Kindergarten Nendingen.
Bis 2010 waren die beiden Schwestern Anthia, als Mesnerin der Kirche, und Kreszentiana, innerhalb des Altenpflegedienstes „Diakonie“ tätig, in Nendingen. 2008 wurden die beiden Schwestern Anthia Peter und Kreszentiana Schips mit dem höchsten Tuttlinger Ehrengeschenk, dem „Kannitverstan“ ausgezeichnet. Die zwei Jahre zuvor aufgegebene Schwesternstation der wurde 2012 von Nonnen des indischen Missionsschwestern von der unbefleckten Empfängnis Mariens (MSMI) wiederbelebt.

### Evangelische Kirche
Evangelische Bevölkerungsteile wanderten erst nach dem Zweiten Weltkrieg durch Vertreibung aus Ostpreußen und Donauschwaben zu. Später folgte auch Zuzug aus umliegenden Gemeinden, sodass 1970 die evangelische Kirche „Krippe Christi“ erbaut wurde. Nendingen ist Teil des Kirchenbezirks Rottweil in der Prälatur Reutlingen der Evangelischen Landeskirche in Württemberg. Nendingen unterstand bis 2011 der Kirchengemeinde Mühlheim. Seit 2011 ist es der Kirchengemeinde Tuttlingen unterstellt.

### Weitere Glaubensgemeinschaften
Der Bevölkerungsanteil der Konfessionslosen nimmt wie in der gesamten Region kontinuierlich zu. Muslime besuchen die türkischen, bosniakische und albanische Moscheen in Tuttlingen. Juden steht die Synagoge der Region Schwarzwald-Baar-Heuberg am Nägelesgraben in Rottweil zur Verfügung. Die Zeugen Jehovas von Nendingen sind wie die Mitglieder anderer Freikirchen (Evangelisch-methodistische Kirche, Neuapostolische Kirche) auf die Einrichtungen in Tuttlingen angewiesen.

## Politik
Nendingen gehört wie alle Orte des Landkreises zum Bundestagswahlkreis Rottweil – Tuttlingen und zum Landtagswahlkreis Tuttlingen-Donaueschingen. Nendingen besteht aus den beiden Wahlbezirken Geschäftsstelle Nendingen und GS Donauschule Nendingen.

### Kommunalpolitik
Der Ortsvorsteher von Nendingen heißt Daniel Milkau (CDU).
Politische Angelegenheiten, die sich ausschließlich auf Nendingen beziehen, werden durch den Nendinger Ortschaftsrat geregelt. Dieser besteht aus elf ehrenamtlichen Räten, einschließlich des Ortsvorstehers. Dieser bildet das Bindeglied zum Tuttlinger Gemeinderat und dem Oberbürgermeister. Bis zur Wahl 2019 hat Nendingen entsprechend der unechten Teilortswahl drei Räte in den Gemeinderat Tuttlingen entsendet. Diese Regelung wurde zur Wahl 2024 aufgehoben, wobei weiterhin eine Zuordnung der Kandidaten je Wohnbezirk stattfindet. Bei der Kreistagswahl gehört Nendingen zum Wahlkreis 1 Tuttlingen, wobei die Aufstellung der Kandidaten nach Wahlkreis innerhalb des Landkreises gewählt werden kann.
Nach den Kommunalwahlen in Baden-Württemberg 2024 ergibt sich für den Nendinger Ortschaftsrat folgende Sitzverteilung
- CDU: 7
- Freie Wähler: 4

Bei der Ortschaftsratswahlen gab es mit 14 Kandidaten auf 2 Listen eine historisch niedrige Bewerberzahl. Daniel Milkau wurde zum neuen Ortsvorsteher gewählt und trat die Nachfolge von Franz Schilling an.
Bei der Gemeinderatswahl für die Stadt Tuttlingen wurden 6 Personen aus dem Wohnbezirk Nendingen (inklusive Altental gewählt). Von der CDU wurden 3 Nendinger von insgesamt 10 Personen in den Tuttlinger Gemeinderat gewählt, wobei 4 Nendinger auf der CDU-Liste mit insgesamt 31 Kandidaten standen (3/10; 4/31). Von der SPD (1/4; 4/27), FDP (1/2; 3/15) und AfD (1/3; 1/4) wurde je eine Person aus Nendingen gewählt. Keine Person kam von den Listen von LBU (0/7; 0/32), Freie Wähler (0/5; 2/27) und Tuttlinger Liste (0/1; 0/16) in den Tuttlinger Gemeinderat. In den Kreistag des Landkreises Tuttlingen wurden 2 Personen aus Nendingen gewählt. Von der CDU (1/3; 2/16) kam eine Person aus Nendingen von insgesamt 3 CDU-Mandatsträgern aus dem Wahlkreis 1. Von der FDP (0/1; 4/15) und SPD (0/1; 1/15) schaffte es keiner der Kandidaten ins Parlament. Freie Wähler (0/2; 0/16) und OGL (0/2; 0/16) hatten keine Nendinger Kandidaten auf der Wahlliste. Der Nendinger Kandidat für die AfD (0/2; 0/4) stellte sich im angrenzenden Wahlkreis 2 Mühlheim zur Wahl und errang dort als einziger Bewerber für die AfD ein Kreistagsmandat.

#### Entwicklung
1999 bis 2019 war die Sitzverteilung während vier Wahlperioden (1999, 2004, 2009, 2014) mit 5 Mitgliedern von der CDU, 4 von den FW und 2 von der SPD gleich. 2004 konnte die Bürgerinitiative „Wir für Nendingen“ nicht in das Kommunalparlament einziehen. Zwei Mitglieder der CDU wurden 2004 in den Kreistag des Landkreises Tuttlingen gewählt. 2009 wurde ein Nendinger Kandidat der SPD in den Kreistag gewählt. 2014 beendeten sechs der elf Ortschaftsräte, unter ihnen Ortsvorsteher Hans-Dieter Schwarz, ihre Tätigkeit aufgrund der tiefgreifenden Zerwürfnisse durch die Standortsuche des geplanten Heizerheimes. Nach der Kommunalwahl 2014 hat Nendingen zwei Vertreter von der CDU und einen von der SPD in den Gemeinderat Tuttlingen entsendet. Ein Vertreter der Nendinger CDU war Mitglied des Kreisrats.
Nach den Kommunalwahlen 2019 setzte sich der Ortschaftsrat aus 6 Personen der CDU, 3 Personen der Freien Wähler und 2 Personen der SPD zusammen. Die Tierschutzallianz um den deutschen Spitzenkandidaten der am selben Tag stattfindenden Europawahl konnte mit 3,7 % der Wählerstimmen nicht in den Ortschaftsrat einziehen, jedoch errang sie jeweils einen Sitz im Gemeinderat und im Kreisrat. 2019 wurde ferner ein Mitglied der Nendinger CDU in den Kreistag gewählt. Für den Gemeinderat Tuttlingen konnten sich zwei Vertreter der CDU und ein Vertreter der SPD qualifizieren.

#### Bürgermeister und Ortsvorsteher

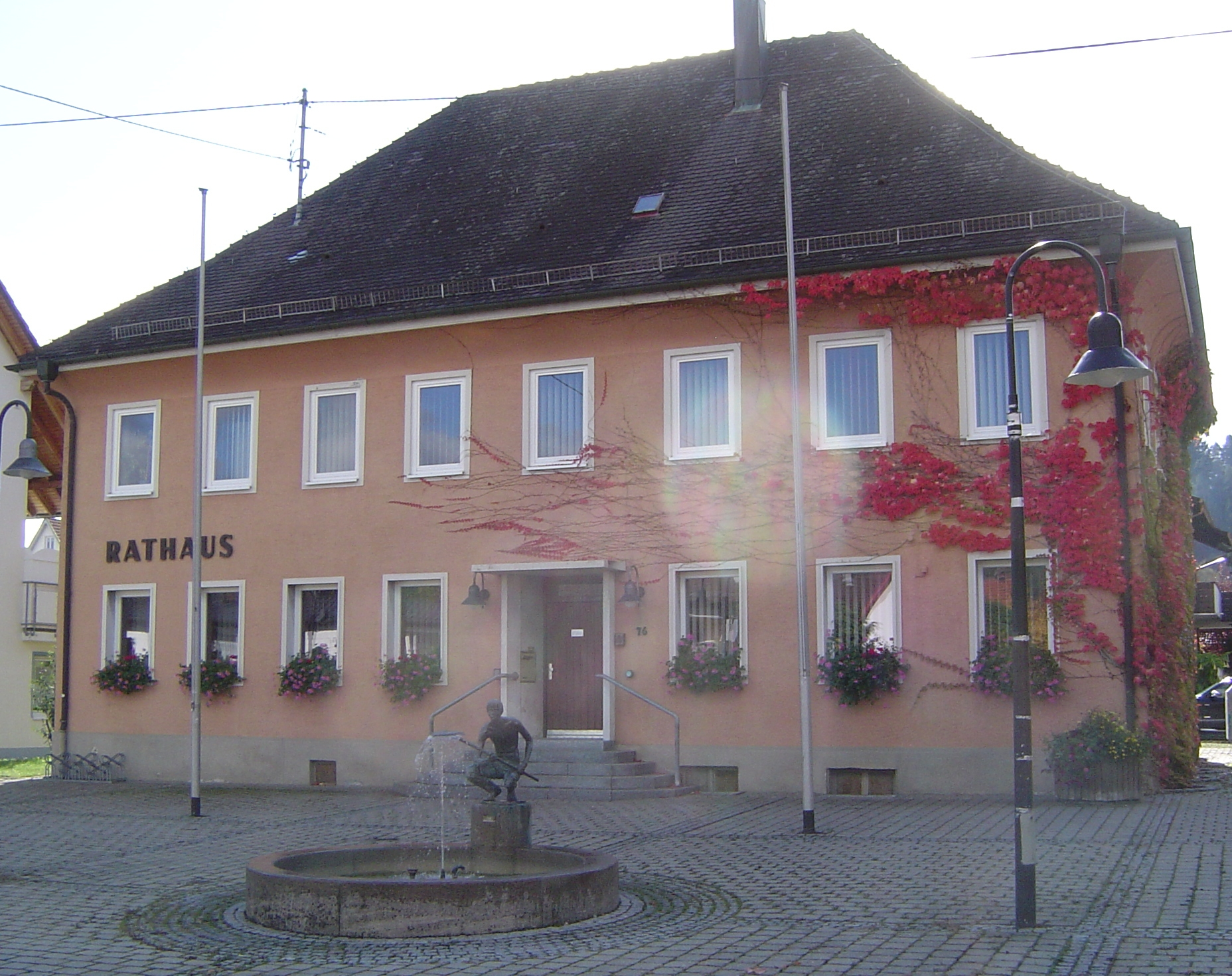
Rathaus

(bis 1918 Schultheiß, danach (erster) Bürgermeister, ab 1973 Ortsvorsteher)
| Jahr      | Politiker                 |
| --------- | ------------------------- |
| bis 1830  | Huber                     |
| 1830–1859 | Barnabas Mattes           |
| 1859–1861 | Schwarz                   |
| 1861–1869 | Theobald Wolf             |
| 1869–1902 | Konrad Schilling          |
| 1902–1906 | Eugen Schwarz             |
| 1906–1931 | Franz Xaver Mattes        |
| 1931–1940 | Walter Johner             |
| 1940–1941 | Karl Haid¹                |
| 1941–1945 | Xaver Schwarz²            |
| 1945      | Carlen Bran³              |
| 1945–1962 | Theodor Schilling         |
| 1962–1973 | Werner Präg               |
| 1973–1975 | Alfred Schwarz            |
| 1975–1980 | Georg Schwarz             |
| 1980–2004 | Georg Betzler (CDU)       |
| 2004–2014 | Hans-Dieter Schwarz (CDU) |
| 2014–2024 | Franz Schilling (CDU)     |
| Seit 2024 | Daniel Milkau (CDU)       |

¹ fällt 1941 im Krieg
² 1940–1945 als Stellvertretender Bürgermeister gewählt
³ kommissarisch

### Wappen und Banner
| | Blasonierung: „In Blau ein goldenes (gelbes) Dreiecksschildchen, dessen Ecken in Dreipassform mit je einer goldenen (gelben) Lilie besteckt sind.“ |
| Wappenbegründung: Das Nendinger Wappen geht auf Konrad von Nendingen zurück, dessen seit 1366 bekanntes Wappen ein mit drei Lilien bestecktes Schild zeigt. Die Farben dazu sind die Enzberger Farben blau und gold. Das Nendinger Wappen wurde Im 17. September 1958 durch das baden-württembergische Innenministerium offiziell festgelegt. Empfohlen wurde das Wappen von der Archivdirektion Stuttgart, da es den Nendinger Ortsadel und die spätere Herrschaft unter den Enzbergs verbindet. | |

„Das Banner ist blau-gelb längsgestreift mit dem aufgelegtem Wappen in der Mitte.“

## Kultur und Sehenswürdigkeiten
Das kulturelle Zentrum bildet der „Latschari-Platz“. Er stellt nicht nur ein Treffpunkt für die Dorfjugend dar, sondern bildet auch den Raum für die Sommerfeste einiger Nendinger Vereine. Außerdem wird hier der Nendinger Maibaum aufgestellt, der im Jahre 2005 von den Lesern des Gränzboten zum schönsten Maibaum des Kreises gewählt wurde.

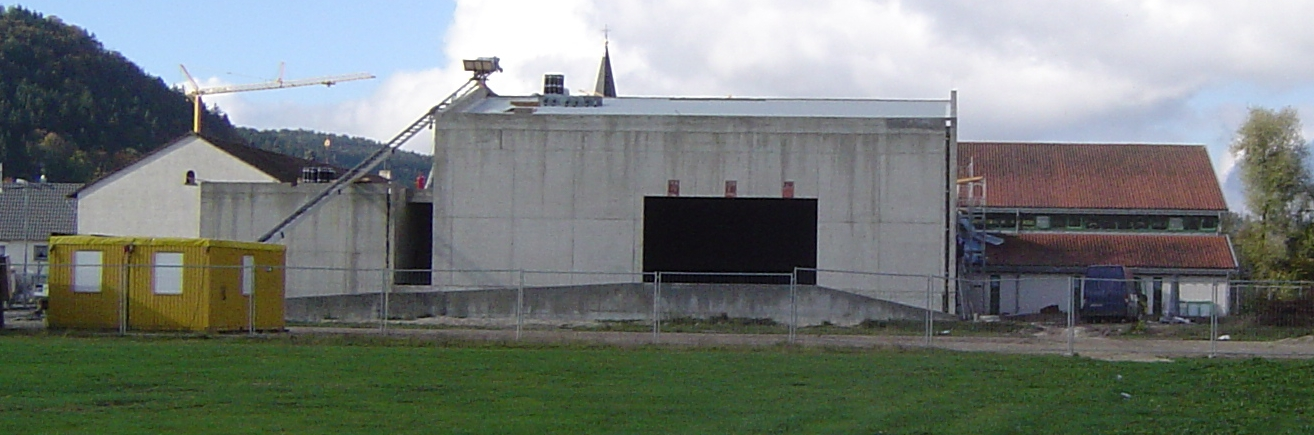
Links die Turnhalle von 1954, zentral der Neubau, der mit der Sporthalle aus den 1980er Jahren (rechts) eine Einheit bildet

Nendingen besitzt seit 2010 eine große multifunktionale Halle, die auf den Namen „Donau-Hallen“ getauft wurde. In ihr wurde die Sporthalle aus den 1980er Jahren mit der neu gebauten Festhalle integriert. Die alte Festhalle von 1954 wurde dabei abgerissen. Mit einer Investitionssumme von sechs Millionen handelt es sich um das größte Bauprojekt in der Geschichte Nendingens. Durch Finanzengpässe der Stadt Tuttlingen mussten alle möglichen Kosten reduziert werden, sodass beispielsweise die Außenarbeiten komplett eingestellt wurden. So sind neben der Aufbereitung der Rennbahn auch Parkplätze und eine Begrünung des Vorplatzes geplant. Derzeit ist jedoch ungewiss, wann dies ermöglicht werden kann. Die Bürgerinitiative „Hallenbauförderverein“ hat zur Verschönerung im Juli 2011 ein Kunstwerk von rosalie gestiftet.
Im Festsaal der Donau-Hallen werden vor allem Kulturveranstaltungen wie das jährliche Theater oder Konzerte durchgeführt, während Ringen und Handball in der nur wenig modifizierten angeschlossenen Sporthalle stattfinden.

### Museen
Im Nendinger Rathaus befindet sich ein Heimatmuseum in dem große Teile der Nendinger Geschichte archiviert sind. Außerdem befand sich für etwa ein Jahrzehnt bis 2007 an der Hauptstraße die Kunstgalerie Artefakt, in der regionale Künstler wie Veronika Olma ihre Werke zur Schau stellten. Im Industriegebiet Nendingens befindet sich zudem ein historisches Bauernmuseum, das die Entwicklung der Landwirtschaft in der Region zeigt.

### Sport

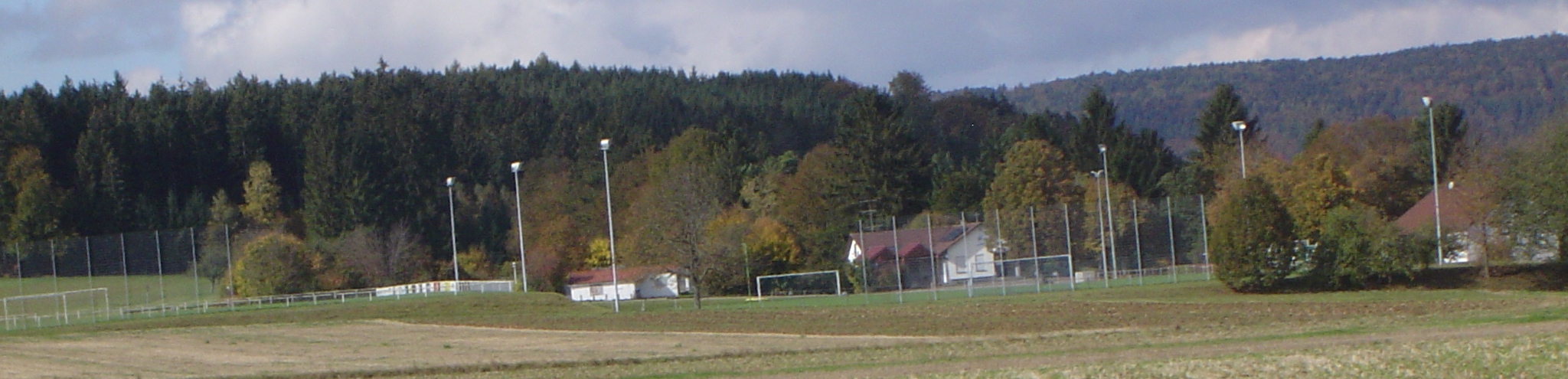
Das Sportareal Häldele

Zum Zentrum Nendingens avanciert die Sporthalle bei den Ringkämpfen des Erstliga-Vereins ASV Nendingen, wenn sich 500 bis 800 Fans in die kleine Halle drängen. Außerdem finden in der Halle die Handballspiele aller Altersklassen des TV Nendingen statt. Bis 2003 hatte die aktive Damen-Mannschaft noch, um den Vorschriften der Regionalliga zu entsprechen, in der Tuttlinger Mühlau-Halle gespielt. Jedoch wurde die Mannschaft nach mehr als fünf Jahren in der Regionalliga zurückgezogen und spielt heute als HSG Nendingen/Tuttlingen/Wurmlingen in der Landesliga (Stand 2017).
Der Sportplatz Nendingens namens „Häldele“ (schwäbischer Diminutiv für Halde) befindet sich auf einem Donau-Umlaufberg auf über 700 Metern Höhe. Zwei Fußballplätze, vier Tennisplätze, zwei Beachvolleyballplätze, ein Spielplatz sowie die Vereinshäuser des TV Nendingen, des VfL Nendingen und des TC Nendingen bilden das Areal.
Sport in der Festhalle findet durch die Tischtennis-Herren und die verschiedenen Tanz- und Gymnastikgruppen statt.
Ein Highlight stellt das jährliche Fußballturnier von einzelnen Dorfteilen gegeneinander dar. Mannschaften sind dabei Bahnhof, Galgen, Zeitenlob, Damm-Wasen und Hinter den Häusern.
Außerdem verfügt Nendingen über ein Schützenhaus, das im Sengentäle zwischen verschiedenen landwirtschaftlich genutzten Schuppen befindet.
Wintersport gibt es in Nendingen durch eine sechs Kilometer lange Loipe auf dem Leutenberg zwischen Tuttlingen und Nendingen vom B-311-Parkplatz Mattsteig zu erreichen. Dazu angrenzend ist der Nendinger Skihang, der jedoch nur über einen mobilen Schlepplift verfügt und für Skikurse genutzt wird. Trotz der abnehmenden Schneetage als Folge der globalen Erwärmung konnten in der 2010er und 2020er Jahren mit Nele Schutzbach und Celia Funkler zwei Skifahrerinnen aus Nendingen internationale Erfolge feiern.

### Veranstaltungen
Neben der Fastnacht ist das Wasserfest, welches alle vier Jahre stattfindet, ein Zuschauermagnet in der Region. Das Dreikönigsschießen des Schützenvereins und das Theater des Turnvereins über die Weihnachtstage sind weitere jährliche Veranstaltungen.
Im Juni 2009 wurde der deutsche Supermoto-Pokal in Nendingen ausgetragen, wo mehr als 10.000 Zuschauer anwesend waren.

#### Fasnacht

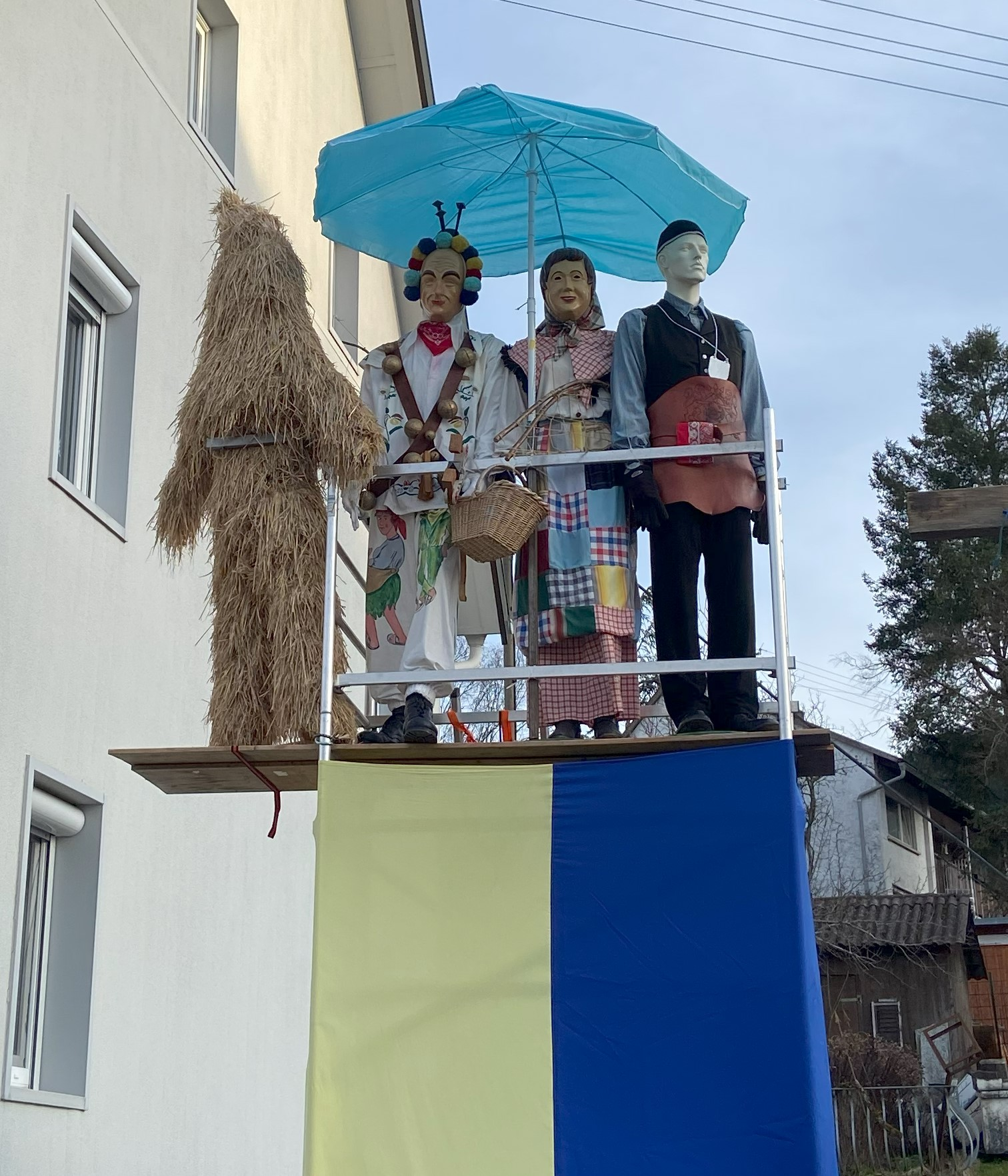
Narrenfiguren von Nendingen

Auch die Nendinger Fasnet hat am Latschari-Platz ihr Zentrum: So wird am „Schmotzigen Dunnschdig“ der Narrenbaum von Mitgliedern des Zunftrates und der Handball-Hexen aufgerichtet. Dies findet im Beisein Hunderter Hemdglonker statt, die sich zuvor in einem Sternmarsch auf dem Platz eingefunden haben. Am Fasnetsonntag zieht dann der Fasnetsumzug durch den gesamten Ort. Der „Fasnetsmärkt“ am Montag auf dem Latschari-Platz bildet den Abschluss des Programms der fünften Jahreszeit. Eine Besonderheit bildet der „Rekrutenwagen“, ein Wagen der seit 1921 (mit wenigen Unterbrechungen) jedes Jahr zum Fasnachtsumzug von den aktuellen Rekruten des Orts gebaut wird und während der Fasnacht auch als Schanklokal dient.
Die älteste Figur der Nendinger Fasnet ist der Strohbär, außerdem gibt es noch das Hansele, das Grasweible und den Schorengeist. Parallel zur Narrenzunft, die in der Tradition der mittelalterlichen Nagelschmied-Zunft steht, haben sich im Jahre 1994 die Hornstoa-Hexen gegründet. Nach dem jahrelang die traditionelle Mühlheimer Narrenzeitung über die lustigen Nendinger Ereignisse des letzten Jahres berichtete, gibt es seit 1999 eine von der Narrenzunft Nendingen herausgegebene Zeitung. Die Narrenzunft Nendingen ist Mitglied des Narrenfreundschaftsring Schwarzwald-Baar-Heuberg.

### Vereine und Organisationen

#### Sport
Der größte Verein in Nendingen mit über 800 Mitgliedern ist der 1901 gegründete TV Nendingen e. V. mit den Abteilungen Handball, Tischtennis, Turnen und Laientheater, dessen Damenmannschaft in den 1990er Jahren in der Handball-Regionalliga spielte. Der 2011 gegründete Cornhole-Verein richtete 2014 die deutschen Meisterschaften in den Donau-Hallen aus und ist mittlerweile eine Abteilung des Turnvereins. Neben Handball ist Ringen die zweite bedeutende Sportart und so schaffte es der ASV Nendingen e. V. zuletzt 2007, in die Bundesliga aufzusteigen. 2014 wurde die Mannschaft Deutscher Mannschaftsmeister. Ein relativ junger Sport stellt Fußball in Nendingen dar. Dieser kam erst nach dem Zweiten Weltkrieg mit vertriebenen Donauschwaben in den Ort. So wurde der VfL Nendingen e. V., der mittlerweile um eine Ski-Abteilung ergänzt wurde, 1951 gegründet. Dem VfL gehören knapp über 500 Personen an (Stand 2021). Der Tennisclub Nendingen e. V. (TC Nendingen) wurde im Jahr 1980 gegründet und besitzt vier Tennisplätze (Sand) und zwei Plätze für Beachvolleyball. Der Verein hat 215 Mitglieder. Der TV, der VfL sowie der TC besitzen ein Vereinsheim auf dem Häldele. Auf der Hochebene des Bräunisberges trainiert der Modellflugverein Tuttlingen-Nendingen. Der Motorradclub Nendingen e. V., der seit 1990 besteht und über 170 Biker vereinigt, versammelt sich im Heizerheim im Ortszentrum (ehemalige Gastwirtschaft Rose). Die Schützengilde Nendingen e. V. mit 95 Mitgliedern wurde 1969 gegründet, nach dem es bereits zuvor verschiedene Schützenvereinigungen gab, davon die ersten im 18. Jahrhundert. Sie hat ein Vereinsheim im Sengentäle.

#### Politik
Da Nendingen traditionell christlich-konservativ geprägt ist, hat es seit 2006 neben einem CDU-Ortsverband mit etwa 35 Mitgliedern auch einen JU-Ortsverband mit etwa 25 Mitgliedern. Die größte Veranstaltung bildet dabei das jährliche Schwarzwurstvesper mit den Abgeordneten Maria-Lena Weiss und Guido Wolf. Des Weiteren hat Nendingen einen SPD-Ortsverband.

#### Musik
Der älteste Verein Nendingens ist mit etwa 100 Mitgliedern der MGV Liederkranz Nendingen e. V. aus dem Jahr 1845, während sich 1882 der Kirchenchor als gemischter Chor bildete, der heute 32 Sänger hat. Die Musikkapelle Nendingen e. V. besteht seit 1912 und besitzt aktuell 82 aktive und passive Musikanten. Wie der Gesangverein gibt die Musikkapelle einmal im Jahr ein Konzert.

#### Kirche und Soziales
Die Kolpingsfamilie Nendingen datiert aus dem Jahr 1948 und hat im Moment etwa 60 Mitglieder. Für die Jugend gibt es die KJG, die jährlich ein Zeltlager organisiert. Der Vinzenzius Krankenpflegeverein kümmert sich seit 1904 um die Kranken des Orts und ist mit etwa 750 Mitgliedern eine traditionell starke Institution. Zusätzlich existiert eine Nachbarschaftshilfe. Der VdK Nendingen wurde 1948 gegründet und besteht aktuell noch aus 15 Menschen. Bis zur Anschaffung einer neuen Orgel im Jahr 2011 hat ein Orgelbauverein bestanden.

#### Natur und Umwelt
Der Schwäbische Albverein bündelt seit 1908 die im Moment 140 Wanderer der Gemeinde. Er veranstaltet jährlich das Sommerfest. Der Angelverein wurde 1981 gegründet und besteht aktuell aus 44 Aktiven. Im selben Jahr entstand auch der Obst- und Gartenbauverein mit seinen etwa 80 Pomologen. Der Ortsbauernverband besteht seit 1931 in Nendingen und hat immerhin noch knapp mehr als 30 Mitglieder sowie aktive Landfrauen. Außerdem gibt es eine Forstbetriebsgemeinschaft.

#### Fasnacht
Eine organisierte Fasnacht hat Nendingen seit 1970, als die Narrenzunft gebildet wurde. Derzeit sind knapp 500 Maskenträger eingeschrieben. Parallel dazu gibt es seit 1994 die Hornstoa-Hexen. Außerdem spielt der Fanfarenzug seit seiner Gründung 1974 beim Fasnetsumzug. Er besteht aus etwa 80 Mitgliedern, wovon 25 aktiv musizieren.

#### Feuerwehr
Nendingen besitzt eine Feuerwehrabteilung mit eigenem Feuerwehrhaus im Nendinger Industriegebiet. Seit 2012 besteht eine eigene Abteilung der Jugendfeuerwehr mit rund 20 Jugendlichen und Kindern.

## Wirtschaft und Infrastruktur
Das Rathaus mit der Ortsverwaltung, die Schule und die Kirche liegen ebenso im Ortskern wie die Bankfilialen der Volksbank Schwarzwald-Donau-Neckar und der Kreissparkasse Tuttlingen. Im Zuge der Auflösung der Deutschen Bundespost wurde die Postfiliale in Nendingen geschlossen und hatte für ein Jahrzehnt keinen Verkauf mehr, lediglich die drei Postkästen verblieben. 2005 wurde dann eine Filiale der Deutschen Post AG im Weinhaus, einem Gemischtwarenladen, eröffnet. Daneben verfügt Nendingen über eine Bäckerei sowie eine Metzgerei, was für die Einwohnerzahl wenig Einkaufsmöglichkeiten darstellt, aber sich mit der Nähe zu Tuttlingen und dem fehlenden Hinterland begründet.
Das Neubaugebiet Hoch (1,86 ha), mit einer Höhe bis 702 Metern über NN die höchstgelegene Bebauung der Orts, steht für die ständige Vergrößerung und Erweiterung von Nendingen. Trotz der aktuellen demographischen Entwicklung wird mit einer weiteren Ausdehnung gerechnet, da Nendingen aufgrund der verkehrsgünstigen Lage zu Tuttlingen weiterhin einen attraktiven Wohnort darstellt. Weitere Neubaugebiet sind Unterm Hägle (3,92 ha) auf Lett beziehungsweise ob der Kapelle. Einer Fortführung des Neubaus auf das Hochplateau des Häldeles ist umstritten. Außerdem steht im Gemeinderat Tuttlingen ein Neubaugebiet Leutenberg/Ehental zur Debatte, welches sich teilweise auf Nendinger Gemarkung befinden würde. Die eigentlich günstigere Bebauung im flachen Tal in zentraler Lage ist aufgrund des Wasserschutzgebietes „Riedgraben“ im Westen und des gewollten Überschwemmungsgebietes im Osten nicht möglich.
Die Stromversorgung geschah, im Gegensatz zur Kernstadt, traditionell durch die EVS beziehungsweise ihres Nachfolgers EnBW. Seit dem 1. Januar 2010 wird die Stromversorgung wie die Wasserversorgung durch die Stadtwerke Tuttlingen gewährleistet, die sich des Wassers des Ursentalgebietes und des Wasserschutzgebietes „Riedgraben“ zwischen Tuttlingen und Nendingen bedienen. Dieses Wasserschutzgebiet ist aus ehemalige Donauauen und -windungen entstanden, die durch den Bahnbau vom Fluss abgeschnitten wurden. Zur Information wurden 2005 Tafeln am Rand des Radwegs errichtet.
Das wirtschaftliche Rückgrat der Gemeinde bildet seit den 1980er Jahren das nahe der Donau gelegene Gewerbegebiet Brenner mit vielen Klein- und mittelständischen Betrieben. Größte Arbeitgeber sind dabei das Speditionsunternehmen Rettenmeier, die Bauunternehmung Schwarz und das medizintechnische Unternehmen Tekno-Medical (über 80 Mitarbeiter). Der größte Anteil der Firmen ist Zulieferer für die Tuttlinger Medizintechnik-Riesen, wie Aesculap oder Karl Storz. Außerdem gibt es eine Autowerkstatt und einen Harley-Davidson-Geschäft. Insgesamt bietet die heimische Wirtschaft 250 Arbeitsplätze.
Im Jahr 2009 wurde das Industriegebiet um vier Hektar in Richtung Tuttlingen erweitert und so der Trend der letzten beiden Jahrzehnte fortgesetzt mehr Wirtschaft im Ort ansiedeln zu wollen. Lange Zeit prägten in Nendingen nur kleine Handwerksbetriebe, besonders Nagelschmieden, das Ortsbild, sodass größere Betriebe, wie das Medizintechnikunternehmen Berchtold mit über 400 Mitarbeitern, nach Tuttlingen umsiedelten.
Trotz der expandierenden heimischen Wirtschaft ist Nendingen ein Pendler- und Wohnort, so dass der Großteil in der nahen Kreisstadt Tuttlingen arbeitet, was an 600 Pendlern täglich zu erkennen ist. Dies hat schon lange Tradition, etwa bei der nahen Ludwigstaler Schmelze.
Im Gegensatz zu umliegenden Gemeinden verfügt Nendinger außerdem noch über einen großen Agrarsektor, was an zehn eigenständigen Betrieben mit bis zu 80 Tieren zu erkennen ist. Jedoch setzt auch hier die landläufige Tendenz ein, dass es immer weniger, aber dafür größere Agrarbetriebe gibt. Die Nendinger Milchbauern geben ihre Milch an die OMIRA weiter. Eine besondere Tradition hatte die Ziegenzucht in Nendingen, weshalb es 1901 bis 1978 sogar einen eigens dafür errichteten Ziegenzuchtverein gab.

### Gaststätten und Brauereien
Die wichtigste Nendinger Brauerei war das 1780 gegründete Lammbräu. Es konnte zwar nie mit den großen Tuttlinger Brauereien, wie Pfauen, mithalten, war aber trotzdem im Lokalmarkt gut vertreten. Die Lagerung des Biers über den Sommer fand im „Lammkeller“ statt, einer Höhle am Rande des Waldgebietes „Eichen“, die mit Hilfe von gebrochenem Donau-Eis gekühlt wurde. Im Zweiten Weltkrieg wurde der Lammkeller als Schutzbunker zweckentfremdet. In den 1950er Jahren beendete Lammbräu als letzte Nendinger Brauerei seine Produktion.
2016 kam die Braukultur mit einer Craftbier-Mikrobrauerei nach Nendingen zurück.
Eine weitere bedeutungsvolle Gaststätte ist der „Hirsch“ mit dem geschichtsträchtigen Gebäude, einem der ältesten noch erhaltenen Nendinger Immobilien, welches in seiner Grundform aus der ersten Hälfte des 18. Jahrhunderts stammt. Bis zur Errichtung der 2010 abgerissenen Festhalle war der Saal der Gastwirtschaft der größte im Ort und diente deshalb als Lokalität für zahlreiche Versammlungen und Tanzveranstaltungen. So gab es in den 1950er Jahren auch Bestrebungen, den Saal statt eines Neubaus zur neuen Festhalle auszubauen. Als 1999 die letzten Pächter die Gastwirtschaft Hirsch aufgaben, wurde der rechte Teil des nach Geschossfläche größten Nendinger Gebäudes umfangreich renoviert und bietet jetzt Wohnraum für zehn Familien. Außerdem befindet sich seit November 2008 eine Bar in der Schankstube.
Weitere Gaststätten in Nendingen waren neben dem Gasthaus Lamm die Gaststätte Adler, Anker, Bock, welcher auch über Kegelbahnen verfügte, das Cafe Rabenbühl sowie die Gaststätte Rose. Letztere wurde 2019 in enormer Eigenleistung der Mitglieder des MC Nendingen e. V. aufwendig renoviert und modernisiert und bietet den Heizern eine Heimat mit einem angenehmen Ambiente, eben als „Heizerheim“.
Über die Jahre sind viele der ortsansässigen Gaststätten verschwunden oder haben ihren Betrieb als Gaststätte eingestellt. Geblieben sind jedoch noch die Gaststätte Adler, Lamm sowie die Pizzeria „DA NINO“.

### Verkehr

#### Öffentlicher Verkehr

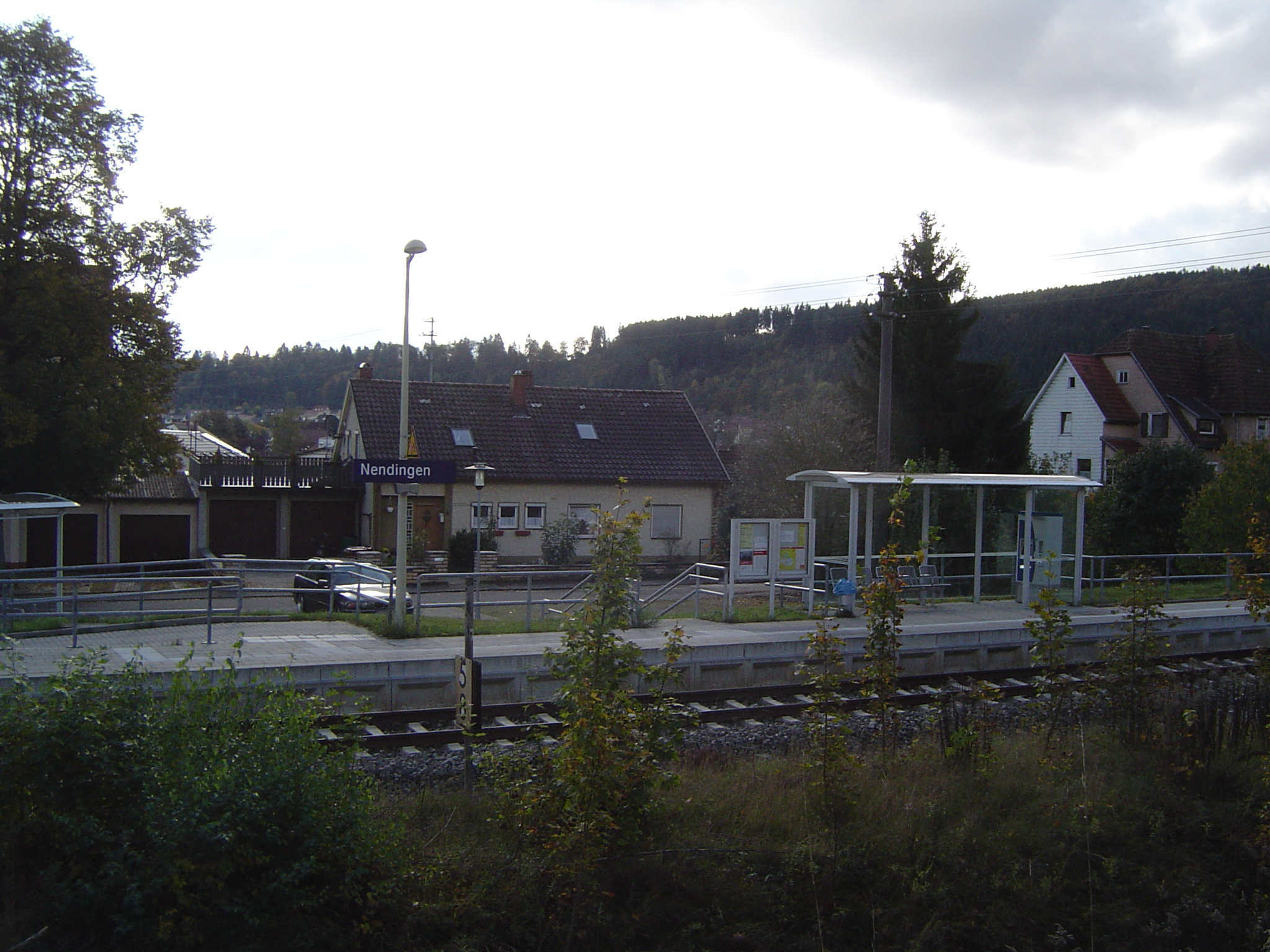
Der Ringzughalt Nendingens

Nendingen liegt im Gebiet des Verkehrsverbund Schwarzwald-Baar-Heuberg (move). Durch den Ort verläuft die Bahnstrecke Tuttlingen–Inzigkofen mit dem Haltepunkt Nendingen. Dieser wird vom Ringzug unregelmäßig bedient. Montags bis freitags bestehen Verbindungen nach Tuttlingen und Fridingen an der Donau. Regelmäßige Busverbindungen verkehren nach Tuttlingen und Neuhausen ob Eck. Zusätzlich steht in Richtung Tuttlingen der On-Demand-Verkehr hey! move zur Verfügung.

#### Motorisierter Individualverkehr
Die L 277 von Tuttlingen nach Riedlingen führt durch Nendingen, welche besonders im Sommer für Motorradfahrer durch den kurvenreichen und landschaftlich schönen Verlauf zwischen Tuttlingen und Sigmaringen beliebt ist. Aktuell wird die Straße von täglich rund 15.200 Fahrzeugen genutzt.
Seit den 1990er Jahren wird um eine Umfahrung für Nendingen gerungen, wobei verschiedene Ansichten zu den möglichen Konzepten und Trassenführungen innerhalb des Dorfes und in der übergeordneten Politik immer wieder zu Rückschlägen führte. Das Projekt ist im aktuellen Bundesverkehrswegeplan im weiteren Bedarf und im Flächennutzungsplan der Stadt Tuttlingen verzeichnet. Bis dahin ist das Ziel eine Beruhigung der Ortsdurchfahrt, insbesondere hinsichtlich der Neugestaltung der B 311 auf ihrem Verlauf zwischen Neuhausen und Tuttlingen.

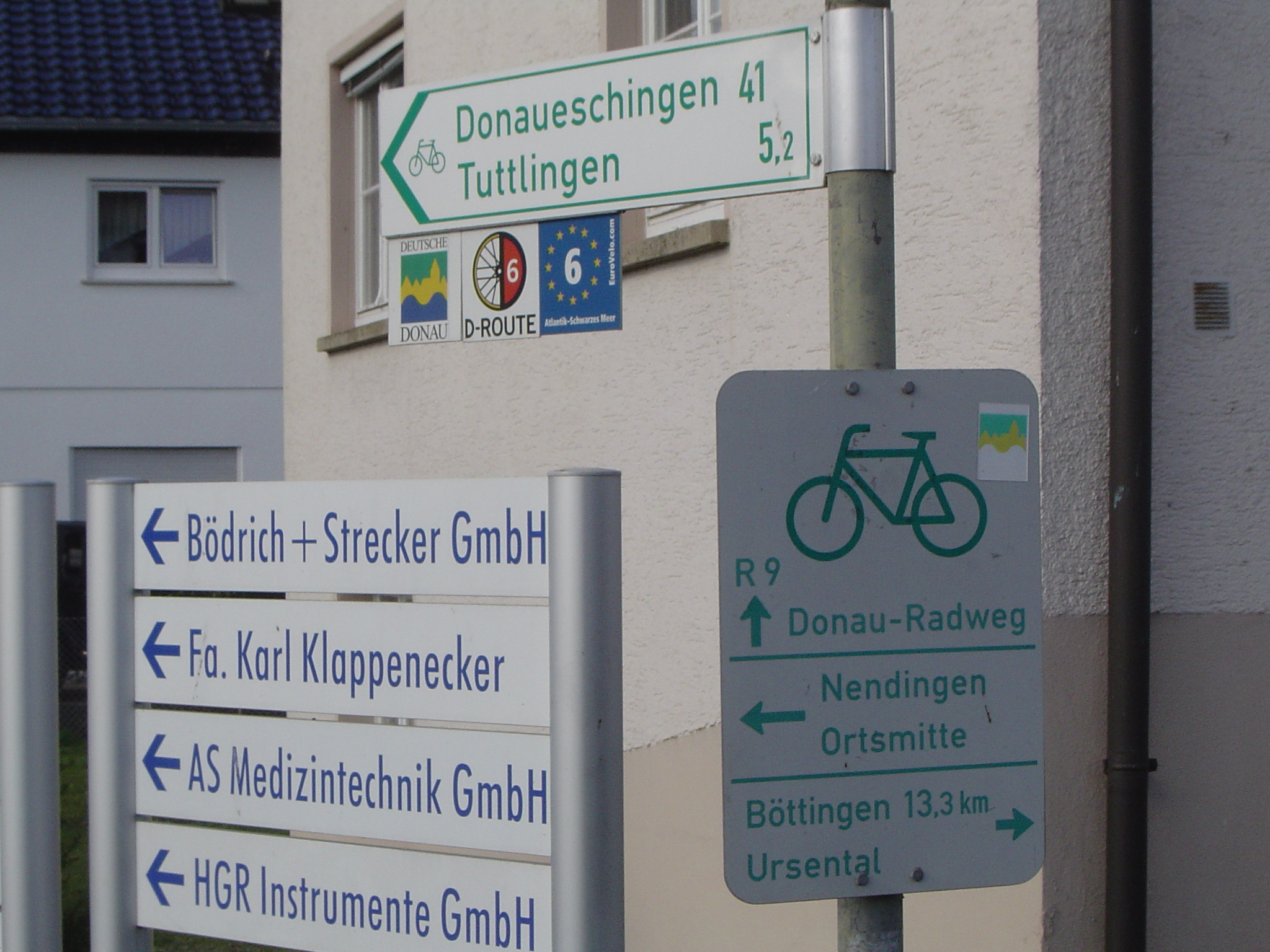
Wegweiser im Industriegebiet Brenner für verschiedene Rad- und Wanderwege

Bis 2011 ist die B 311, heute die K 5945, rund vier Kilometer über Nendinger Gemarkung verlaufen. Dabei tangierte sie das Hofgut Altental mit dem zugehörigen Gasthof „Adler“. An der Bezeichnung „Rottweiler Tal“ für das Verbindungstal ins Donautal wird die Bedeutung des Altentales als mittelalterliche Handelsroute deutlich. Dieser Handelsroute über Meßkirch, Neuhausen, das Altental, Nendingen, Tuttlingen bis weiter nach Freiburg hat es Nendingen zu verdanken, dass Marie-Antoinette bei ihrer Brautreise von Wien nach Paris mit ihrem Tross (57 Wagen, 450 Reit-/Zugtiere und 257 Begleiter, mit Kammerdienern, Hofdamen sowie der Küchenhierarchie insgesamt 500 Personen) durch den Ort kam.

#### Unmotorisierter Verkehr
Als Fahrradfahrer ist Nendingen über den stark frequentierten Donauradweg sowie den Schwäbische-Alb-Radweg zu erreichen. Die Wege durchqueren Nendingen im Industriegebiet und sind auf den Breitwiesen Richtung Stetten früh überschwemmt, welche als Überschwemmungsgebiet dienen. Der Radweg Alb-Crossing tangiert die Nendinger Gemarkung im Ursental.
Nördlich der Bahnlinie existiert ein höher gelegener Weg für Wanderer nach Stetten. Der Wanderweg Schwäbische-Alb-Südrand-Weg verläuft von Tuttlingen nach Sigmaringen durch Nendingen über den Hebsack Richtung Fridingen. Der Heuberg-Allgäu-Weg ist ein ausgebauter Wanderweg in Nord-Süd-Richtung von der Schwäbischen Alb (Rußberg, Böttingen) via Nendingen und Neuhausen zum Bodensee. Er führt im Norden zum Donauberglandweg. Der Albbärweg ist ein fünf Kilometer langer Rundweg auf Nendinger Gemarkung.

### Bildung

Das Schulhaus (1896)

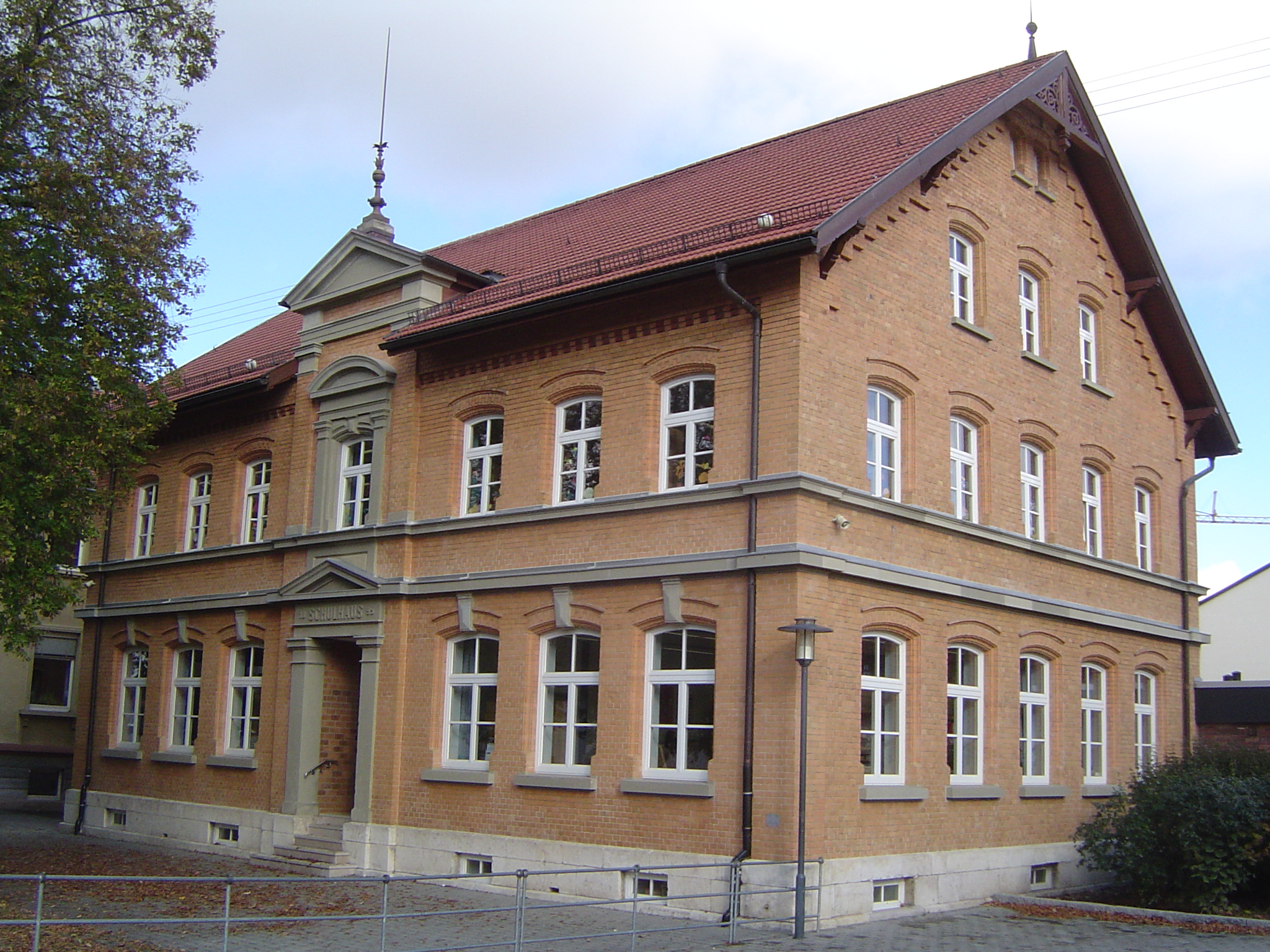
Das Schulhaus (2009)

Die Ursprünge einer Schule in Nendingen gehen bis in das 16. Jahrhundert zurück. Der Bau des ersten Nendinger Schulhauses datiert von 1825, wobei die Erbauung für den noch heute genutzten Backsteinbau im Jahre 1896 geschah. Die Erweiterung um das weiße Schulhaus erfolgte im Jahre 1921. Dort befindet sich heute neben Klassenräumen der Donauschule auch eine Außenstelle der Tuttlinger Johann-Peter-Hebel-Schule für geistig behinderte Kinder.
Seit den 1990er Jahren besuchen die Nendinger Kinder entgegen den Richtlinien vor allem die Realschule in Mühlheim, alle anderen weiterführenden Bildungseinrichtungen sind jedoch in Tuttlingen. Die Nendinger Hauptschule wurde jedoch zum Anfang des Schuljahres 2012 geschlossen.
Nendingen verfügt über zwei Kindergärten: Den katholischen Kindergarten „St. Vinzenzius“ im Schwesternhaus Nendingen, dessen Träger das Kloster Untermarchtal ist, und den städtischen Kindergarten, der gleich wie die Grundschule mit der Montessori-Pädagogik lehrt.

## Persönlichkeiten

### Söhne und Töchter des Orts
- Theodor Huber (1758–1816), Obervogt der Obervogtei Triberg
- Barnabas Mattes (1805–1881), Schultheiß von Nendingen und Landtagsabgeordneter von Württemberg
- German Wolf (1830–1890), Pionier der Fotografie
- Johann Mattes (1859–?), Senator von Nebraska sowie Teilhaber an der Mattes Brauerei
- Georg Betzler (1850–1928), Landtagsabgeordneter der Zentrumspartei von Württemberg
- Reiner Schilling (1943–2013), Ringer des ASV Nendingens und Olympiateilnehmer 1964

### Personen, die in Verbindung zu Nendingen stehen
- John William Smith (1882–1942), erster Bürgermeister von Detroit, dessen Mutter aus Nendingen stammt, wohnte zeitweilig in Nendingen
- Franz Anton von Scharpff (1809–1879), Theologe, Schriftsteller und Domkapitular, war Pfarrer in Nendingen
- Gordon November (* 1985), Musiker, wuchs in Nendingen auf